# Mengwu'er shiji
Mengwu'er shiji of Historische optekeningen over de Mongolen is een Chinees boekwerk dat de geschiedenis van de Mongoolse staten in Centraal- en Oost-Azië beschrijft. De 160 delen zijn samengesteld door de Chinese ambtenaar-literaat Tu Ji (1856-1921) en zijn geschreven in de stijl van de officiële geschiedenissen van Chinese keizerlijke dynastieën. Tu Ji beperkte zich niet tot aanvullingen op en verbeteringen van Yuanshi, de officiële geschiedenis van de Yuan-dynastie, maar stelde een geschiedenis samen die de gehele Mongoolse natie omvatte. Dit is inclusief een overzicht van de afkomst van de Mongoolse heersers, de geschiedenis van de vier khanaten die na de dood van Möngke Khan waren ontstaan, de geschiedenis van het rijk van Timoer Lenk en die van de Noordelijke Yuan-dynastie. Verder voorzag hij de beschreven gebeurtenissen vaak van een eigen commentaar.

## Ontstaan

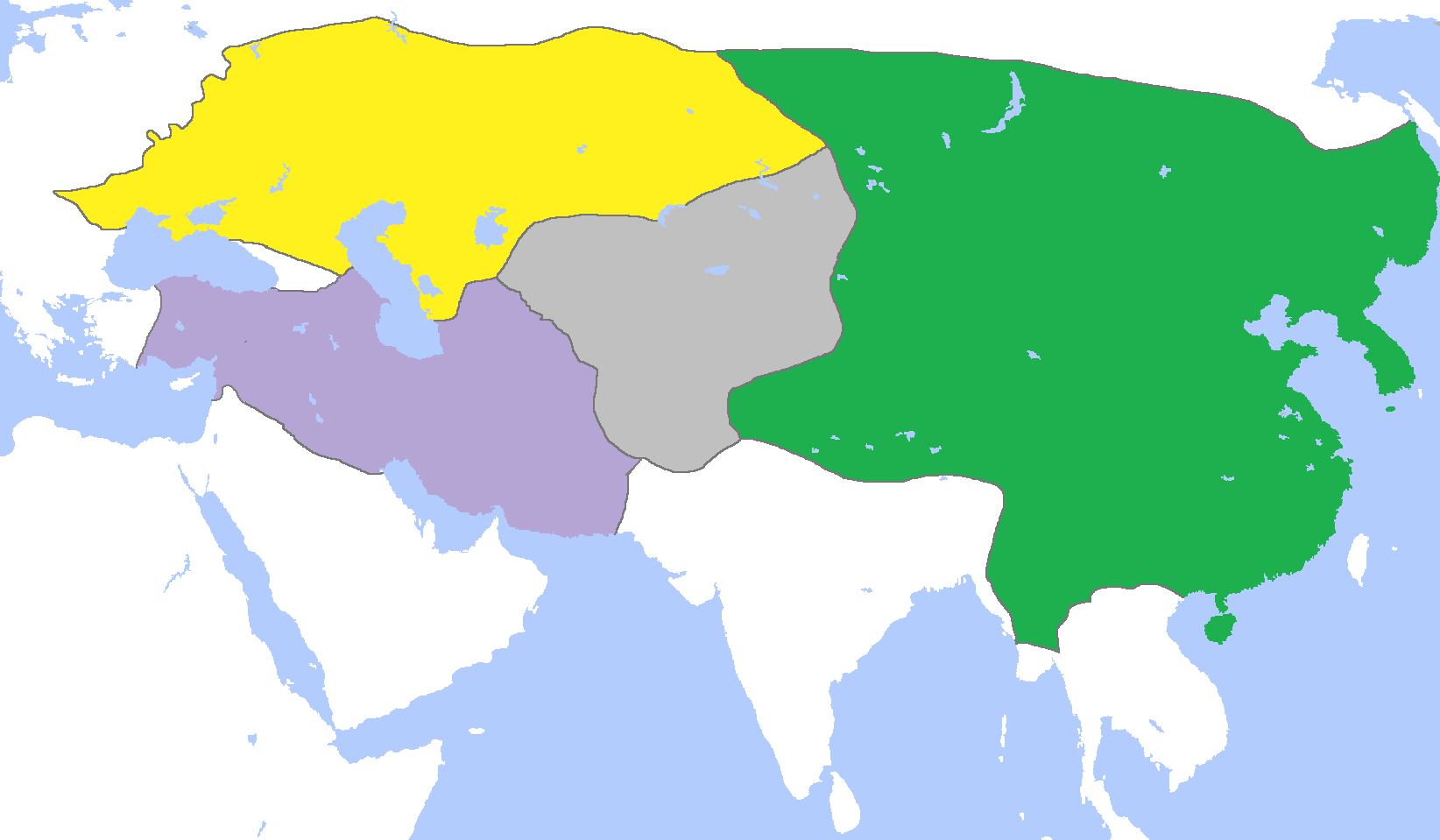
De vier khanaten na de dood van Möngke Khan. Geel: Gouden Horde, groen: Yuan-dynastie, grijs: Khanaat van Chagatai, paars: Il-Khanaat.

Vanaf 1898, toen hij verbleef in Heilongjiang heeft Tu Ji zich naast zijn ambtelijke werkzaamheden bezig gehouden met de Mongoolse geschiedenis. In 1913 ontving hij van Yuan Shikai een benoeming tot districtsmagistraat van zijn woonplaats Wujin, die hij echter weigerde. Hij nam ontslag als ambtenaar en keerde terug naar huis om zich verder te verdiepen in de Mongoolse geschiedenis. Dit leidde uiteindelijk tot zijn magnum opus, de 160 juan tellende Mengwu'er shiji. 
Tu Ji gebruikte in de titel van zijn werk de term Mengwu'er voor Mongolen in plaats van het tot dan toe gebruikelijke Menggu (蒙古). Hij gaf daarmee aan zich niet te willen beperken tot een geschiedenis van de Yuan-dynastie, maar dat hij een geschiedenis van de gehele Mongoolse natie wilde samenstellen. Zo omvat zijn werk ook de opkomst van de Mongoolse voorouders, de geschiedenis van de vier khanaten die na de dood van Möngke Khan waren ontstaan, de geschiedenis van het rijk van Timoer Lenk en die van de Noordelijke Yuan-dynastie. 

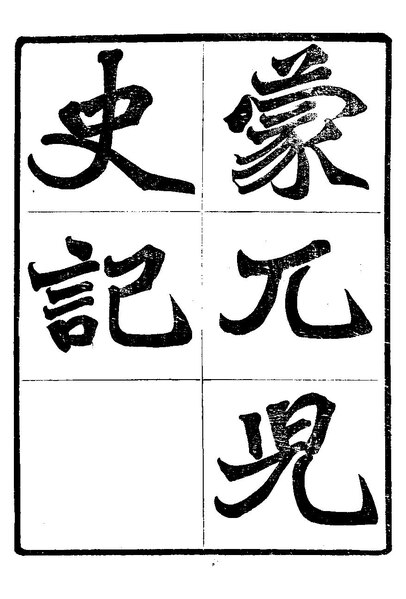
Mengwu'er shiji 蒙兀兒史記

Hij maakte niet alleen gebruik van Chinese, maar ook van westerse en Perzische bronnen. Zo had hij de beschikking over Vertaalde teksten als aanvullend bewijs voor "Yuanshi" (元史譯文證補, Yuanshi yiwen zhengbu) samengesteld door de in Duitsland geaccrediteerde diplomaat Hong Jun (1840-1893). Dat werk bevatte geparafraseerde vertalingen van Europese en Perzische bronnen over de Mongoolse geschiedenis. Ook een aantal in het westen gepubliceerde werken zijn door Tu Jie (in Chinese vertaling) gebruikt, waaronder (een Russische bewerking van) Il Milione, het reisverslag van Marco Polo. Verder de vierdelige Histoire des Mongols depuis Tchinguis-Khan jusqu'à Timour door de Zweedse diplomaat Abraham Constantin Mouradgea d'Ohsson (1779-1851) en drie werken van de Amerikaanse etnograaf Jeremiah Curtin (1835-1906), History of Mongols, Mongols in Russia en Journey in Southern Siberia: The Mongols, Their Religion and Their Myths. Voor De geheime geschiedenis van de Mongolen over de opkomst van Dzjengis Khan gebruikte hij de vertaling door de Japanse historicus Naka Michiyo (那珂通世, 1851-1908), Genkichi Shikan Jitsuroku (成吉思汗実録, Ware optekeningen van Dzjengis Khan).
In 1911 werden delen van het boek voor het eerst gedrukt. Tu Ji bleef het werk daarna aanvullen, herschrijven en herzien, maar overleed in 1921, voordat hij zijn boek kon voltooien. Zijn zoon Tu Xiaohuan (屠孝宦) verzamelde de gepubliceerde en ongepubliceerde manuscripten die hij nog kon vinden en liet ze in 1934 uitgeven. Dit is de "In eigen beheer uitgegeven versie van Jie Yihuan" (結一宦自刊本, Jie Yihuan zi kanben), genoemd naar de bijnaam van Tu Ji, de "Meester van Jie Yihuan" (結一宦主人 Jie Yi Huan Zhuren). Dit vormt de basis voor alle later uitgegeven versies.

## Inhoud
Hoewel zijn invalshoek breder was, bleef Tu Ji toch de gebruikelijke vorm van de officiële dynastieke geschiedenissen volgen. Zo bestaat ook de inhoud van Mengwu'er shiji uit de vier componenten, keizerlijke annalen (18 juan), biografieën (129 juan), tabellen (12 juan) en verhandelingen (één juan). Het werk bleef onvoltooid, 14 van de 160 geplande juan hebben slechts een titel en bevatten geen inhoudelijke tekst.

### Annalen
| juan 1-18 | Titel                                                                   | Vertaling                              | Opmerkingen                                                                 |
| --------- | ----------------------------------------------------------------------- | -------------------------------------- | --------------------------------------------------------------------------- |
| 1.        | 世紀 (Shiji)                                                            | Het vroege tijdvak                     | Voorouders van de Mongoolse heersers                                        |
| 2-3.      | 成吉思汗 (上下) (Chengjisihan) (shang xia)                              | Dzjengis Khan (A+B)                    | Dzjengis Khan (r.1206-1227)                                                 |
| 4.        | 斡歌歹汗 (Wogedai han)                                                  | Ögedei Khan                            | Ögedei Khan (r.1229-1241)                                                   |
| 5.        | 古余克汗 (Guyuke han)                                                   | Güyük Khan                             | Güyük Khan (r.1246-1248)                                                    |
| 6.        | 蒙格汗 (Mengge han)                                                     | Möngke Khan                            | Möngke Khan (r.1251-1259)                                                   |
| 7-8.      | 忽必烈汗 (上下) (Hubilie han) (shang xia)                               | Koeblai Khan (A+B)                     | Koeblai Khan (r.1260-1294)                                                  |
| 9.        | 鐵穆耳汗 (Tiemu'er han)                                                 | Temür Khan                             | Temür Khan (r.1294-1307)                                                    |
| 10.       | 海山汗 (Haishan han)                                                    | Khayishan Khan                         | Külüq Khan (r.1307-1311)                                                    |
| 11.       | 愛育黎拔力八達汗 (Aiyulibalibada han)                                   | Ayurbarwada Khan                       | Ayurbarwada Buyantu Khan (r.1311-1320)                                      |
| 12.       | 碩德八剌汗 (Shuodebala han)                                             | Shidibala Khan                         | Gegeen Khan (r.1320-1323)                                                   |
| 13.       | 也孫鐵木兒汗、皇太子阿速吉八 (Yesun Tiemu'er han . Huang Taizi Asujiba) | Yesün Temür Khan . Kroonprins Arigabag | Yesün Temür (r.1323-1328) . Ragibagh Khan (r.1328)                          |
| 14.       | 和世㻋汗 (Heshila han)                                                  | Kuśala Khan                            | Khutughtu Khan Kusala (r.1329)                                              |
| 15.       | 圖帖睦爾汗、鄜王懿璘質班 (Tu Timu'er han . Fuwang yilinzhiban)          | Tugh Temür Khan . Prins Fu Rinchinbal  | Jayaatu Khan Tugh Temür (r.1328-1329, 1329-1332) . Rinchinbal Khan (r.1332) |
| 16-17.    | 妥懽帖睦爾汗 (上下) (Tuohuan Tiemu'er han) (shang xia)                  | Toghon Temür Khan (A+B)                | Toghon Temür (r.1333-1368)                                                  |
| 18.       | 後紀 (Houji)                                                            | Het latere tijdvak                     | 有目無文 (You muwuwen) Er is geen tekst aanwezig                            |

### Biografieën

#### Juan19, biografieën 1 (concubines)
| juan 19 | Titel         | Vertaling  | Opmerkingen |
| ------- | ------------- | ---------- | --- |
| 19.     | 后妃 (houfei) | concubines | Chengjisi han zhu houfei (成吉思汗諸后妃), concubines van Dzjengis Khan: - Bei'ertie da kedun Huluhun yixia fu (孛兒帖大可敦忽魯渾以下附), Börte, Huluhun. Börte, 1161–1230, eerste echtgenote van Dzjengis Khan en moeder van Jochi, Ögedei Khan, Chagatai Khan en Tolui Khan. Zij was hoofd van de eerste Horde. - Huluhun was concubine van Dzjengis Khan. Zij was de tweede vrouw van de eerste horde. - Hulan kedun Gu'erbiesu yixia fu (忽蘭可敦古兒別速以下附), Khulan Khatun, Juerbiesu. Khulan Khatun, 1164-1215, concubine van Dzjengis Khan. Zij was hoofd van de tweede Horde. - Juerbiesu was concubine van Dzjengis Khan en tweede vrouw van de tweede horde. - Yesui kedun Yesugan yixia fu (也遂可敦也速干以下),Yesui, Yesugen. Yesui was de oudere zus van Yesugen. Zij was hoofd van de derde Horde. - Yesugen, concubine van Dzjengis Khan en tweede vrouw van de derde horde, jongere zus van Yesui. - Gongzhu kedun (公主可敦), Güngji, ook wel Jinguo gongzhu 金國公主 (prinses van het koninkrijk Jin). Concubine van Dzjengis Khan en hoofd van de vierde Horde Wogedai han zhu houfei (斡歌歹汗諸后妃), concubines van Ögedei Khan: - Ba'erhuzhen da kedun 巴兒忽真大可敦, Boraqchin, eerste echtgenote van Ögedei Khan - Anghui er kedun 昂灰二可敦, Anghui, tweede echtgenote van Ögedei Khan - Qilijihutieni san kedun 乞里吉忽帖尼三可敦, Qilijisi (Kirghitani), derde echtgenote van Ögedei Khan, moeder van Godan Khan - Tuoliekenie Naimanzhen liu kedun 脫列克捏乃蠻真六可敦, Töregene Khatun, †1246, echtgenote van Ögedei Khan, moeder van Güyük Khan, Köchü (闊出), Qarachar (哈剌察児) en Qashi (合失, vader van Kaidu). Zij was 1242-1246 regentes voor haar zoon Güyük Khan. - Yelinija feizi 業里吉納妃子, Yeliqina (Ergene), concubine van Ögedei Khan, moeder van Kaidan Guyuke han zhu houfei (古余克汗諸后妃), concubines van Güyük Khan: - Dingzong Woyilahaimishi sankedun 定宗斡亦剌海迷失三可敦, Oghul Ghaymish, †1251, echtgenote van Güyük Khan en 1248-1251 regentes. Moeder van twee zonen van Güyük Khan, Khoja (忽察, Hucha) en Naqu (腦忽, Naohu). Zij werd in 1251 geëxecuteerd. - Naimanzen kedun hehumu 乃蠻真可敦禾忽母, Naimanzhen, moeder van Khokhoo (禾忽, Hehu), derde zoon van Güyük Khan. Tuolei fei 拖雷妃, concubine van Tolui: - Shaerheheitani kedun (莎兒合黑塔泥可敦), Sorghaghtani Beki, 1190-1252, echtgenote van Tolui en moeder van Möngke Khan, Hulagu, Koeblai Khan en Ariq Böke. Mengge han zhu houfei (蒙格汗諸后妃), concubines van Möngke Khan: - Huolilasi kedun 豁里剌思可敦, Huolicha - Hudouheitai kedun 忽都黑台可敦, Qutai qatun - Yesu'er kedun 也速兒可敦, Yesür qatun, †na 1260, concubine van Möngke Khan en zus van Qutuqhai - Chubei san kedun 出卑三可敦, Chubei - Mingli hudou kedun 明里忽都可敦, (Mingli Hudulu) Qutuqtai qatun (Kutukuy-Khatun), †1256, echtgenote van Möngke Khan Hubilie han zhu houfei (忽必烈汗諸后妃), concubines van Koeblai Khan: - Tiegulun da kedun 帖古倫大可敦, Tegülün - Chabi kedun Nanbi kedun fu 察必可敦喃必可敦附, Chabi, Nambui. Chabi, 1216-1281, in 1260 aangesteld als koningin van Koeblai Khan en moeder van kroonprins Zhenjin (真金, 1243-1285), behoorde tot de tweede horde - Nambui, echtgenote van Koeblai Khan na het overlijden van Chabi, in 1283 tot koningin benoemd, behoorde tot de tweede horde, vermist in 1294. - Tala kedun Nuhan kedun fu 塔剌可敦奴罕可敦附, Talahai, Nuhan. Talahai, concubine van Koeblai Khan, behoorde tot de derde horde. - Nuhan, concubine van Koeblai Khan, behoorde tot de derde horde. - Bayawuzhen kedun Kuokuolun yi xiafu 巴牙兀真可敦闊闊倫以下附, Bayaujin qatun, Kuokuolun. Boyaowuzhen 伯要兀真, concubine van Koeblai Khan, behoorde tot de vierde horde. - Kuokuolun, concubine van Koeblai Khan, behoorde tot de vierde horde. Zhenjin taizi fei (真金太子妃), concubine van kroonprins Zhenjin: - Kuokuozhen kedun andamishi feizi (闊闊真可敦安達迷失妃子), Kökejin, Anchinmishi. Bolan Yeqiechi 伯藍也怯赤 (Kököjin 闊闊真 Kuokuozhen), 徽仁裕聖皇后 Zhenjin Taizi fei Huiren Yusheng huanghou, 1240-1300, echtgenote van Zhenjin en moeder van Ganmala (蒙古语, 1263-1302), Darmabala (答剌麻八剌, 1264-1292) en Temür Khan - Anchinmishi? Tiemu'er han zhu houfei (鐵穆耳汗諸后妃), concubines van Temür Khan: - Shiliandali kedun 失憐荅里可敦, Shirindari, †1305, keizerin van Temür Khan - Boluhan kedun 卜魯罕可敦, Bulugan, †1307, tweede keizerin van Temür Khan in 1305 Dalamabala fei (荅剌麻八剌妃), concubine van Darmabala: - Daji kedun (荅己可敦), Dagi Khatun, 1262-1322, echtgenote van Darmabala en moeder van Külüq Khan en Ayurbarwada Buyantu Khan. Haishan han zhu houfei (海山汗諸后妃), concubines van Külüq Khan: - Zhenge kedun (真哥可敦), Zhenge (Xuanci Huisheng, 宣慈惠圣皇后), †1327, keizerin van Külüq Khan, werd 1310 een boeddhistische non - Sugeshili kedun (速哥失理可敦), Sügeširi, concubine van Külüq Khan, een nicht of mogelijk een jongere zus van Zenge - Wanzhedai kedun 完者歹可敦、? - Wuzong yiqilie si feizi heshila hanmu 武宗亦乞烈思妃子和世㻋汗母, concubine Yiqilie van Külüq Khan en moeder van Khutughtu Khan Kusala (1300-1329), de latere keizer Mingzong (r.1329) - Tangwu feizi Tu Tiemu'er hanmu 唐兀妃子圖帖睦爾汗母, concubine Tangwu van Külüq Khan en moeder van Jayaatu Khan Tugh Temür (1304-1332), de latere keizer Wenzong (r.1328-1329 en 1329-1332). Aiyulibalibada han zhu houfei (愛育黎拔力八達汗諸后妃), concubines van Ayurbarwada Buyantu Khan: - Anashisheli kedun 阿納失舍里可敦, Radnashiri, †1322, keizerin van Ayurbarwada Buyantu Khan en moeder van Gegeen Khan - Dalimashili kedun Anliwudou si bu hua mu 荅里麻失里可敦 安里兀都思不花母, Dharmashiri, (Anliwudou ?), gemalin van Ayurbarwada Buyantu Khan van Koreaanse afkomst. Shuodebala han zhu houfei (碩德八剌汗諸后妃), concubines van Gegeen Khan: - Sugebala kedun 速哥八剌可敦, Sugabala, †1327, keizerin van Gegeen Khan in 1321, zus van Yilianzhenbala, khatun van Yesün Temür Khan - Yabahudoulu kedun 牙八忽都魯可敦, Yabahudulu, concubine van Gegeen Khan - Duo'erzhiban kedun 朵兒只班可敦, Doerjiban Jinwang ganmala fei (晉王甘麻剌妃), concubines van Ganmala: - Puyanqielimishi Baibaihai feizi 普顏怯里迷失拜拜海妃子, Buyankhermish, Baibaikhai. Puyan Yilimiyu echtgenote van Ganmala en moeder van Yesün Temür Khan - Baibaikhai - Hushanghai feizi 忽上海妃子, Khushankhai Yesun Tiemu'er han zhu houfei (也孫鐵木兒汗諸后妃), concubines van Yesün Temür Khan: - Babuhan kedun 八不罕可敦, Babukhan, werd in 1324 keizerin van Yesün Temür Khan en was moeder van Ragibagh Khan (Arigabag, 1320-1328, r.1328 als de Tianshun-keizer 天順帝) - Yilianzhenbala kedun 亦憐真八剌可敦, Yilianzhenbala, in 1325 khatun van Yesün Temür Khan, zus van Sugabala, keizerin van Gegeen Khan - Sugebala kedun 速哥八剌可敦, - Boyanqielimishi kedun 卜顏怯里迷失可敦, Boyanqielimishi - Shilietiemu'er kedun 失烈帖木兒可敦, Shilietiemu'er - Tieni kedun 鐵你可敦, Tieni - Buhan kedun 必罕可敦, Bihan, zus van Sugedali - Sugedali kedun 速哥荅里可敦, Sugedali, concubine van Yesün Temür Khan, zus van Bihan - Sadabala kedun Naimanzhenshi han zi ningshou gongzhu nü 撒荅八剌可敦乃蠻真氏汗姊寧壽公主女, Sadabala van de Naimanzhen clan (de dochter van prinses Shouning, de oudere zus van Yesun Temür) Heshila han zhu houfei (和世㻋汗諸后妃), concubines van Khutughtu Khan Kusala: - Anchuhan kedun 按出罕可敦、 - Yuelusha kedun 月魯沙可敦、 - Buyanhudou kedun 不顏忽都可敦、 - Babusha kedun naimanzhenshi ningshou gongzhu nü 八不沙可敦乃蠻真氏 寧壽公主女, Babusha (lid van de Naiman Zhen-clan, dochter van prinses Shouning, nicht van Yesun Temür) †1330, keizerin van Khutughtu Khan Kusala, moeder van Rinchinbal Khan (1326-1332, r.1332). Zij werd na de dood van haar echtgenoot geëxecuteerd op bevel van Budashiri, echtgenote van Jayaatu Khan Tugh Temür - Mailaidi kedun 邁來迪可敦, †1320, echtgenote van Khutughtu Khan Kusala en moeder van Toghon Temür. Zij overleed in het kraambed. Tu Tiemu'er han 圖帖睦爾汗 concubines van Jayaatu Khan Tugh Temür - Budashili kedun (不荅失里可敦), Budashiri, 1307-1340, werd in 1329 keizerin van Jayaatu Khan Tugh Temür. Regentes na het overlijden van haar echtgenote in 1332, benoemde in 1332 Rinchinbal Khan en in 1333 Toghon Temür tot keizer en bleef regentes tot 1340 toen zij werd verbannen en daarna gedood. Fuwang fei 鄜王妃 concubine van Rinchinbal Khan - Dalitemishi kedun (荅里忒迷失可敦), Daliyetemishi, †1368, was in 1332 als zevenjarige voor twee maanden gehuwd met de eveneens zevenjarige Rinchinbal Khan Tuohuan Tiemu'er han zhu houfei (妥懽帖睦爾汗諸后妃), concubines van Toghon Temür: - Danashili kedun 荅納失里可敦, Danashri, 1320-1335, in 1333 keizerin van Toghon Temür, werd in 1335 verbannen en daarna geëxecuteerd. - Boyanhudou kedun 伯顔忽都可敦, Bayan Khutugh, 1324–1365, in 1337 tweede keizerin van Toghon Temür. - Wanzhehudou kedun Munashili kedun yixia fu 完者忽都可敦木納失里可敦以下附, keizerin Qi, ook wel Öljei Khutuk, 1315–1369, afkomstig uit Goryeo (Korea), in 1333 werd zij concubine van Toghon Temür, in 1340 zijn tweede keizerin en in 1365 eerste keizerin. Zij was moeder van Biligtü Khan Ayushiridara (1340-1378, de eerste keizer van de Noordelijke Yuan-dynastie r.1370-1378). - Munashili 木納失里 Munashili, †1343 of 1348, zij wordt de vierde keizerin van Toghon Temür genoemd. |

#### Juan20-50, biografieën 2
| juan 20-50 | Titel                        | Vertaling                                | Opmerkingen |
| ---------- | ---------------------------- | ---------------------------------------- | --- |
| 20.        |                              |                                          | Genoemd worden: - Wanghan 王罕 Ong Khan, ook bekend als Toghrul (脫里 Tuoli), †1203, laatste khan van de Keiraïten, Anda (bloedbroeder) van Yesükhei en adviseur van diens zoon Dzjengis Khan. Zijn bondgenootschap met Dzjengis Khan wisselde sterk - Nileihe 你勒合 Ilga Senggüm, 1154-?, zoon van Ong Khan, bestreed Dzjengis Khan en beïnvloedde daarmee zijn vader - Zhaheganbu 札合敢不 Jakha Gambhu, ca.1150-1204, Keiraïtische prins, broer van Ong Khan en bondgenoot van Dzjengis Khan - Zhamuhe 札木合 Jamuka, †1206, Anda (bloedbroeder), maar later een rivaal van Dzjengis Khan, die hem uiteindelijk liet executeren |
| 21.        |                              |                                          | Genoemd worden: - Naiman Tayanghan 乃蠻塔陽罕 Tayang Khan, †1204, werd 1200 khan van de Naimanen, sneuvelde in 1204 bij de Slag van Chakirmaut tegen Dzjengis Khan waarbij de Naimanen werden verslagen - Buyueluhei 不月魯黑 Buyruq khan, †1206, broer van Tayang Khan, khan van de zuidelijke Naimanen 1198-1206, sneuvelde bij een hinderlaag gelegd door Dzjengis Khan - Guchuluke 古出魯克 Kuchlug, †1218, zoon van Tayang Khan, vluchtte na de nederlaag bij de Slag van Chakirmaut naar het westelijk gelegen Kara-Kitan, maakte zich daar tot heerser en werd in 1218 gedood door Dzjengis Khan - Chaosi 抄思 Ča'us, 1205-1248, kleinzoon van Kuchlug, werd na de verwoesting van Kara-Kitan in 1218 door de Mongolen een generaal in Mongoolse dienst - Biedeyin 別的因 Betekin, 1229-1309, tweede zoon van Chaosi, Mongoolse legerleider |
| 22.        | 成吉思諸弟 (Chengjisi zhudi) | Broers van Dzjengis Khan en nakomelingen | Genoemd worden: - Zhuochi Hesa'er 拙赤合撒兒 Khasar, 1164-1213, (volle) broer van Dzjengis Khan, hielp Dzjengis Khan bij de moord op hun halfbroer Begter. Khasar behoorde met zijn halfbroer Belgutei tot de trouwste bondgenoten van Dzjengis Khan - Yegu 也古 Yegü, †rond 1250, oudste zoon van Khasar, volgde zijn vader op - Yesongge 也松格 Yesüngge, ?—?, tweede zoon van Khasar en neef van Dzjengis Khan. Yesüngge volgde zijn broer Yegü op als hoofd van de tak van Khasar en werd zelf opgevolgd door zijn zoon Esen Emügen - Shidou'er 勢都兒 Šikdür, ?—?, kleinzoon van Yesüngge, volgde zijn vader Esen Emügen op als hoofd van de tak van Khasar. Was betrokken bij de opstand van Nayan tegen Koeblai Khan - Hechiwen 合赤溫 Hachiun Qači'un, (volle) broer van Dzjengis Khan - Aleichidai 阿勒赤歹 Alchidai, zoon van Hachiun neef van Dzjengis Khan - Tiemugewochijin 帖木格斡赤斤 Temüge, 1168–1246, jongste volle broer van Dzjengis Khan, na een mislukte machtsovername geëxecuteerd op bevel van Töregene Khatun, weduwe van Ögedei Khan - Tacha'er 塔察兒 Taghachar, kleinzoon van Temüge - Liaowang Tuotuo 遼王脫脫 Toqto'a, †1328, nakomeling van Temüge, maakte in 1323 gebruik van de moord op keizer Yingzong van Yuan en de troonsbestijging van prins Yesun Temur van Jin om meer dan honderd prinsen en prinsessen te vermoorden en hun vee en bezittingen in beslag te nemen - Bieleigutai 別勒古台 Belgutei, 1172?-1251?, halfbroer van Dzjengis Khan, moet volgens de bronnen zeer oud zijn geworden. Belgutei behoorde met zijn halfbroer Khasar tot de trouwste bondgenoten van Dzjengis Khan - Bieketie'er 別克帖兒 Begter, 1153/68-1176, oudere halfbroer van Dzjengis Khan, hij werd met hulp van zijn halfbroer Khasar door Dzjengis Khan gedood - Kouwen buhua 口溫不花 Ku'un buqa, ?—?, zoon van Belgutei en neef van Dzjengis Khan - Da'alitai 荅阿里台 Da'aridai Otčigin, oom van Dzjengis khan en broer van Yesükhei (de vader van Dzjengis Khan), liet rond 1171 na de dood van zijn broer, samen met andere familieleden en voormalige metgezellen, de weduwe van zijn broer en haar kinderen (waaronder Dzjengis Khan) achter                          |
| 23.        |                              |                                          | Genoemd worden: - Dexuechan 德薛禪 Dei Sechen, stamleider van de Onggirat, vader van Börte, de belangrijkste vrouw van Dzjengis Khan - Aleichi 阿勒赤 Anchen Alči Noyan, militaire leider van een duizendtal - Butu 不禿 Butu khürgen, †1227, Mongoolse militaire leider en een van de naaste medewerkers van Dzjengis Khan, behoorde tot de Mongoolse stam van de Ikhires (亦乞列思). Hij huwde eerst met Temülün (帖木侖), zus van Dzjengis Khan en vervolgens met Khojin Beki (火臣別吉 Huochen Bieji), dochter van Djzenghis Khan. Hij was daarmee zijn zwager en zijn schoonzoon. Khürgen betekent schoonzoon. - Suo'erha 鎖兒哈 Huldai Küregen, rond 1200-na 1233, leider van de Mongoolse stam van de Ikhires (亦乞列思) en was een zoon van Butu khürgen. Hij was gehuwd met Antu (安禿), een kleindochter van Ögedei Khan, hun dochter Qutuqhai (忽都台) werd de eerste vrouw van Möngke Khan - Zhawu'erchen 札兀兒臣 Zhahuerchen?, ?-?, vader van Quril Küregen - Hulian 忽憐 Quril Küregen, 1245-1302, behoorde tot de Mongoolse stam van de Ikhires (亦乞列思), was een achterkleinzoon van Butu khürgen en een Mongoolse generaal die opstanden binnen het Mongoolse rijk neersloeg. Hij was gehuwd met Bayarun (伯雅伦), een dochter van Möngke Khan - Ashi 阿失, 1263-?, generaal, zoon van Quril Küregen |
| 24.        |                              |                                          | Genoemd worden: - Huo'erchiwusun 豁兒赤兀孫 Qorči usun ebügen (Khorci), een van de metgezellen van Dzjengis Khan, militaire leider van een duizendtal, werd door hem aangesteld als "Beki" (别乞, Bieqi), een priester - Tiebo Tenggeli 帖卜騰格里 Kököčü, Teb Tengegri, sjamaan van Dzjengis Khan |
| 25.        |                              |                                          | Genoemd worden: - Chao Wu'er 抄兀兒 Čo'ur, ?-?, generaal - Qishilihei 乞失里黑 Kišiliq, ?-?, militaire leider van de Uryaut-Kilingut-clan, een van de medewerkers van Dzjengis Khan |
| 26.        |                              |                                          | Genoemd worden: - Zhu'ercheda 主兒扯荅 Djurchedai, leider van de Uruut (een van de stammen die deel uitmaakten van de Nirun-tak van de Mongolen) aan het einde van de 12e, begin van de 13e eeuw, was zijn hele leven een trouwe metgezel van Dzjengis Khan , waarvoor hij later werd uitgeroepen tot een van zijn noyons (duizenders) - Ketai 客台 Kehetei, commandant van duizend man van de Uruut-stam, zoon van Djurchedai - Heda 合答 Qadaq, generaal van de Uruut-stam, zoon van Kehetei - Huyileida'er 忽亦勒荅兒 Quyildar, †1203, stamhoofd van de Mangut in dienst van Dzjengis Khan - Boluohuan 博羅歡 Boloqan, 1236/1238-1300, generaal, behoorde tot de Mangut, achterkleinzoon van Quyildar - Bodou 伯都, †1324, functionaris onder Koeblai Khan, zoon van Boloqan |
| 27.        |                              |                                          | Genoemd worden: - Muheli 木合黎 Muqali, , 1170–1223, Mongoolse generaal en vertrouweling van Dzjengis Khan en van Ögedei Khan - Beilu 孛魯 (Bo’ol), 1197-1228, zoon van Muqali, erfde zijn positie - Tasi 塔思 (Taš), 1211-1239, kleinzoon van Muqali, een militaire commandant van de Jalairs - Batulu 霸突魯 (Ba’atul), †1261, militaire commandant van de Jalair-stam in dienst van Koeblai Khan, kleinzoon van Muqali, speelde een belangrijke rol in de Toluidische Successieoorlog, de burgeroorlog tussen Koeblai Khan en zijn jongere broer Ariq Boke - Suhuncha 速渾察 Süghunčaq, ?-?, generaal, kleinzoon van Muqali - Naiyan 乃燕 (Nayan), tweede zoon van Süghunčaq en achterkleinzoon van Muqali - Shuode 碩德 (Šidi), ?-?, generaal, kleinzoon van Süghunčaq, leidde een leger naar de benedenloop van de Amoer - Bielige Tiemu'er 別里哥帖木兒 (Berge Temür) , 1285-1317, ambtenaar, kleinzoon van Nayan、 - Xiang Wei 相威 (Seng'ü), 1241-1284, generaal, derde zoon van Süghunča - Saman 撒蠻 (Sarban), ?—?, ambtenaar, zoon van Süghunčaq - Tuoluo 脫脫 (Toqto), 1264-1307, militair bevelhebber, zoon van Sarban - Duo'erzhi 朶兒只 (Dorǰ), 1304-1355, minister, zoon van Toqto - Duo'erzhiban 朶兒直班, (Dorjeban, Dorǰibal), 1315-1354, ambtenaar en confucianistisch geleerde, zoon van Berge Temür - Naimantai 乃蠻台, †1348, ambtenaar, kleinzoon van Bo’ol (Beilu) - Buhe 不合, generaal, jongere broer van Muqali - Mangge 忙哥, generaal, zoon van Buhe - Tata'ertai 塔塔兒台 (Tatardai), 1235?-1276?, generaal, kleinzoon van Daisun - Daisun 帶孫 (Tayisun), ?—?, militaire commandant, jongere broer van Muqali - Tumandai 禿滿帶, oudste zoon van Daisun - Huluhudou 忽魯忽都, 1243-1306, general, kleinzoon van Daisun |
| 28.        |                              |                                          | Genoemd worden: - Beiwo'erchu 孛斡兒出 (Bo'orchu, Bo'orču), vanaf zijn vroegste jeugd een trouwe bondgenoot van Dzjengis Khan - Beiluantai 孛欒台 Boroldai, †1263, nam deel aan de Mongoolse invasie van Rusland en Europa - Yuxi Tiemu'er玉昔帖木兒 Üz temür, †1295, kleinzoon van Bo'orchu, voerde het bevel over de stammen in het Altajgebergte - Alutu 阿魯圖 Aruqtu, †1351, achterkleinzoon van Bo'orchu - Beiluohulei 孛羅忽勒 Boroqul, 1162–1217, militaire commandant onder Dzjengis Khan - Yuechicha'er 月赤察兒, Öčičer, 1249-1311, achterkleinzoon van Boroqul - Talahai 塔剌海 Taraqai, †1308, hoffunctionaris, oudste zoon van Ochicher - Kuatou 𠇗頭 Torčiyan, eerste minister, zoon van Öčičer, - Yexian Tiemu'er 也先鐵木兒 Yesen Temur, †1323, minister - Wanzhe Tiemu'er 完者鐵木兒 Öljei Temür, 1300-na1335, minister - Guchu 古出 Küčü, ?-?, commandant van de vroege Occhigin Urus, een van de vier geadopteerde zonen door Hoelun (de moeder van Genghis Khan) - Kuokuochu 闊闊出 (Kököčü), ?—?, commandant van de vroege Occhigin Urus, een van de vier geadopteerde zonen door Hoelun (de moeder van Genghis Khan) - Duo'erbo duoheishi 朵兒伯朵黑失 Dörbei Doqšin, ?-?, militaire leider - Chilaowen 赤老溫 Čilaghun, een van de commandanten van de persoonlijke garde van Dzjengis Khan - Shenbo 沈伯 Čimbai,?-?, generaal - Chala 察剌 Čalan, militaire commandant, kleinzoon van Chilaowen - Tuo Tiemu'er 脫帖穆耳 Toq temür, , 1265-1345, functionaris in het veroverde zuidelijk Song, kleinzoon van Chala - Yuelubuhua 月魯不花 Örüg buqa, 1308-1366, functionaris, zoon van Toq Temür - Alahan 阿剌罕 (Alaqan), militair commandant, kleinzoon van Chilaowen - Jiandouban 健都班 (Gaindu-dpal), functionaris, zoon van Alahan |
| 29.        |                              |                                          | Genoemd worden: - Zheleimie 者勒蔑 (Jelme J̌elme), 1160 – 1207, generaal, had een hechte band met Dzjengis Khan, oudere broer van Subedei. Behoorde met Jebe, Subedei en Khubilai Noyon tot de "vier honden" (四狗 sigou, dörben noghas) - Yesun tie'e 也孫帖額 (Yesün te'e), †1251, generaal, zoon van Jelme - Buhua 不花, 1229-?, ambtenaar, zoon van Yesün te'e - Chawu'erhai 察兀兒孩 Ča'urqan, ?-?, commandant van duizend man - Hubilai 忽必來 Khubilai Noyon, Qubilai), †1211, generaal. Hij wordt ook Kublai Noyan genoemd, met de titel Nojon, behoorde tot de "vier honden" - Hudousi helei 忽都思合勒 Qudos, †1255, generaal, commandant van duizend man - Zhebie 者別 Jebe, †1224, generaal, behoorde tot de "vier honden" - Hesimaili 曷思麥里 Qus melik, †1255 oorspronkelijk in dienst van de Kara-Kitan, daarna een generaal in dienst van Dzjengis Khan - Subutai 速不台 (Subedei Subotai, Sübütei), 1176-1248, belangrijke generaal in dienst van Dzjengis Khan, behoorde tot de "vier honden" - Wulianghetai 兀良合台 (Uriyangkhadai, Uriyanqadai), 1201-1272, generaal onder Ögedei Khan en Möngke Khan, zoon van Subedei |
| 30.        |                              |                                          | 有目無文 (you muwuwen): Er is geen tekst aanwezig - Mangge Tiemu'er 忙哥帖木兒 (Mengu Timur, Mängü-Temür) Khan van de Gouden Horde (r.1266-1282). - Tuoha Tiemu'er 脫哈帖木兒 (Tūqā Tīmūr), †na 1257 dertiende en mogelijk jongste zoon van Jochi - Xiban 昔班 Shiban, †1266, zoon van Jochi - Tuwo'er 土斡耳 Bo'al, 7e(?) zoon van Jochi - Nahai 那孩 Nogai Khan, †1299/1300, generaal, achterkleinzoon van Jochi |
| 31.        |                              |                                          | Genoemd worden: - Yelü Liuge 耶律留哥, 1165-1220, vestigde in 1213 de Oostelijk Liao (1213-1269) en werd een bondgenoot van Dzjengis Khan - Yelü Xuedu 耶律薛闍, 1193-1238, zoon van Yelü Liuge, verbleef als gijzelaar aan het hof van Dzjengis Khan, werd met zijn instemming in 1226 heerser van Oostelijk Liao - Yelü Shange 耶律善哥, 1213-1264, zoon van Yelü Liuge, diende in het Mongoolse leger onder meer bij de aanvallen op de Jin-dynastie (1115-1234) - Yelü Shouguonu 耶律收國奴, 1215-1259, zoon van Yelü Xuedu, werd in 1226 gijzelaar aan het Mongoolse hof en in 1238 heerser van Oostelijk Liao. Speelde een rol bij de Mongoolse invasie van Goryeo - Yelü Yong'an 耶律永安, jongste zoon van Yelu Liuge - Puxian Wannu 蒲鮮萬奴, Jurchen krijgsheer, vestigde de Oostelijke Xia-dynastie (1215–1233) in Mantsjoerije, was afwisselend een bondgenoot en tegenstander van de Mongolen, totdat zijn rijk in 1233 door Güyük Khan werd veroverd en Puxian Wannu werd terechtgesteld - Wanghui 王澮, eerste minister van het Dongxia-koninkrijk, gesticht door Puxian Wannu |
| 32.        |                              |                                          | Cha'adai zhuwang 察阿歹諸王 heersers over het het Khanaat van Chagatai: - Mu'atugan 木阿禿干 (Mutukan, Mö'etüken), †1221, oudste zoon van Chagatai Khan - Buli 不里 Büri, †1252, zoon van Mutukan - Helaxuliewu 合剌旭烈兀 Qara Hülëgü, †1252, tweede khan van het Khanaat van Chagatai (r.1242-1246 en 1252), zoon van Mutukan - Yesu Mengge 也速蒙哥 Yesü Möngke, †1252, khan van het Khanaat van Chagatai (r.1246-1252), zoon van Chagatai Khan - Wo'ernaya （窩耳軋那） (Orghana, Ergene Khatun), regentes van het Khanaat van Chagatai 1252-1261, namens haar minderjarige zoon Mubarak Shah †1276 (r.1252 – 1260 en 1266) - Aluhu 阿魯忽 Alghu, †1266, zoon van Chagatai Khan en khan van het Khanaat van Chagatai (r.1260-1266) - Balahe 八剌合 Baraq, †1271, khan van het Khanaat van Chagatai (r.1266-1271), achterkleinzoon van Chagatai Khan - Niegubo 聶古伯 Negübei, khan van het Khanaat van Chagatai (r.1271–1272?), zoon van Sarban - Qiebo 怯伯 Kebek, †1325/26, zoon van Duwa en khan van het Khanaat van Chagatai (r.1309-1310 en 1318-1325/26) - Dulai Tiemu'er 篤來帖木兒 Duwa Temür, zoon van Duwa en khan van het Khanaat van Chagatai (r.1329/30) |
| 33.        |                              |                                          | Genoemd worden: - Tuolei 拖雷 Tolui Khan, 1190–1232, jongste zoon van Dzjengis Khan en Börte - Moge 末哥 Möge, negende (?) zoon van Tolui - Buzheke 不者克 Böčök, †1262, achtste zoon van Tolui - Yahudou 牙忽都 Yaqudu, †1311, kleinzoon van Böčök |
| 34.        |                              |                                          | Genoemd worden: - Zhuochi 拙赤 Jochi, 1185–1226/27, eerste zoon van Dzjengis Khan en Börte - Woluduo 斡魯朵 Orda Khan, vóór1205-ca.1280, khan van de Witte Horde (het westelijke gedeelte van de Gouden Horde), oudste zoon van Jochi |
| 35.        |                              |                                          | Genoemd worden: - Batu 巴禿 Batu Khan, 1205-1255, zoon van Jochi en khan van de Gouden Horde (r.1242–1256) - Bie'erge 別兒哥 Berke, na 1205-1266, zoon van Jochi en khan van de Gouden Horde (r.1258–1266) |
| 36.        |                              |                                          | Wanggu Weiwu er fuma ji 汪古畏兀二駙馬即 (twee schoonfamilies uit de Onggud en de Oeigoeren)： - Alahushi de jihuli 阿剌忽失的吉忽里 (Alaqush Tegin Quri, Alawusitujihuli, Alaqši Digid Quri), †1211, stamleider van de Onggud, vormde een alliantie met Dzjengis Khan en huwde in 1207 met Alakhai Bekhi (阿剌海別吉) een dochter van Dzjengis Khan - Kuolijisi 闊里吉思 (Korguz, Körgis), c. 1250-1298, leider van de Onggud, achterkleinzoon van Alaqush Tegin Quri. Zijn stam behoorde tot de Nestorianen, zijn naam "Korguz" was afgeleid van Giwargis, de christelijke heilige Joris van Cappadocië, waardoor hij in christelijke bronnen koning Georgius werd genoemd en zo in verband werd gebracht met de legende van Pape Jan (priester-koning Johannes). Korguz speelde een rol in de strijd tussen Kadai en Koeblai Khan, hij sneuvelde in 1298 - Shuhunan 朮忽難 (J̌uqunan), †1309, leider van de Onggud, broer van Korguz - Shu'an 朮安 (J̌u’an), †1312/14?, leider van de Onggud, zoon van Korguz - Mazhahan 馬札罕, trouwde met prinses Sanggebala (桑哥八剌), dochter van een kleinzoon van Möngke Khan - Alutu 阿魯禿, schoonzoon van keizer Ayurbarwada Buyantu Khan, was getrouwd met zijn dochter, prinses Jicishisi (吉刺實思) - Ba'ershu'a'er Tedejin 巴而朮阿而忒的斤 Barchuq Art Tegin, ?—?, bondgenoot van Dzjengis Khan, heerser van het Oeigoerse koninkrijk Qocho (dat toen een vazalstaat van Kara-Kitan was. Hij sloot zich aan bij Dzjengis Khan en werd daarom ook wel de vijfde zoon van Dzjengis Khan genoemd en zijn gebied het vijfde district (ulus) - Mu'erhuochiha'er Dejin 木兒火赤哈兒的斤 Qočqar tigin, †1283, achterkleinzoon van Barchuq Art Tegin, raakte betrokken bij de opstand van Kaidu tegen Koeblai Khan, de Oeigoerse koninklijke familie weigerde zich over te geven aan Kaidu, Qočqar tigin verloor zijn grondgebied en kwam daarbij om het leven - Niulindejin 紐林的斤 Neülin tigin, †1318, zoon van Qočqar tigin, vroeg steun aan Koeblai Khan om Kaidu te bestrijden en zo de dood van zijn vader te wreken - Tiemu'er Buhua 帖木兒補花 Timur Buqa, †1351?, zoon van Neülin tigin, was in dienst van de Yuan, maar werd vermoord na onenigheid |
| 37.        |                              |                                          | Mobei san dahan zhuzi 漠北三大汗諸子 (diverse zonen van de drie grote khans uit de noordelijke steppe)： Wogedai han zi 斡歌歹汗子 (zonen van Ögedei Khan)： - Heshi 合失 Qašin, 1209?-1234?, vijfde zoon, stierf jong aan alcoholisme - Kuoduan 闊端 Godan Khan, 1206-1251, tweede zoon, gaf in 1240 bevel voor de invasie in Tibet - Menggedou 蒙哥都, tweede zoon van Godan Khan - Zhibi Tiemu'er 只必帖木兒 J̌ibig temür, zoon van Godan Khan - Fenyang wang Bie Tiemu'er 汾陽王別帖木兒 (Beg Temur), kleinzoon van Zhibi Tiemu'er - Jing wang Yesu Yebugan 荊王也速也不干 (Yes Ebügen), zoon van Beg Temur - Kuochu 闊出 (Küčü, Kuochu Taizi), 1206-1236, derde zoon, bestemd als opvolger maar stierf voortijdig - Shiliemen 失烈門 (Siremün, Širemün), †1252, zoon van Kuochu Taizi en kleinzoon van Ögedei Khan - Lacha'er 喇察兒 (Harachar, Qaračar), ?—?, vierde zoon - Tuotuo 脫脫 Toghto, zoon van Qaračar - Hedan 合丹 (Kaidan, Qada'an oghul), ?—?, zesde zoon, nam deel aan de veldtocht in Polen 1235-1241. Niet te verwarren met zijn neef Kaidu (kleinzoon van Ögedei Khan die een machtsstrijd met de tak van Möngke Khan (en Koeblai Khan verloor) - Mieli 滅里 (Melik), ?–?, zevende zoon van Ögedei Khan Guyuke han zhi 古余克汗子 (zonen van Güyük Khan)： - Hucha 忽察 (Khwaja Oghur), ?—?, oudste zoon, Oghur betekent prins - Naohu 腦忽 (Naqu) ?—?, tweede zoon - Hehu 禾忽 (Hoqu), ?—?, derde zoon - Nanping wang Tulu 南平王禿魯 Tuqluq, ?—?, zoon van Hehu Mengge han zi 蒙格汗子 (zonen van Möngke Khan)： - Bantu 班禿 (Baltu), †1258, oudste zoon - Asudai 阿速歹 (Asudai), ?—?, tweede zoon - Yulong dashi 玉龍荅失 (Urüng Tash, Ürüng-daš), †1267, derde zoon - Saliman 撒里蠻 Sarban, , ?—?, zoon van Urüng Tash en kleinzoon van Möngke Khan - Wei wang Wanze 衛王完澤 (Ölǰei), ?—?, zoon van Urüng Tash en kleinzoon van Möngke Khan - Tan wang Chechetu 郯王徹徹禿 Čečektü, †1339, zoon van Ölǰei (Wanze) en achterkleinzoon van Möngke Khan |
| 38.        |                              |                                          | Genoemd worden: - Hechiwen 合赤溫 Salightai, †1233, generaal, leidde het grensgarnizoensleger bij de aanval op Goryeo - Zhalatai 札剌台, (札剌亦児台豁児赤 Zhalayi'ertai huoerchi, 札剌䚟 Zhaladai), †1259, generaal, leidde het zesde Mongoolse expeditieleger tijdens de Mongoolse invasie van Goryeo dat het land uiteindelijk tot overgave dwong - Tachu 塔出, ?—?, generaal, zoon van Jalairtai Korchi - Wuye'er 吾也而 Uyar, 1163-1258, generaal - Babuhu 拔不忽, 1245-1308, generaal |
| 39.        |                              |                                          | 有目無文 (you muwuwen): Er is geen tekst aanwezig - Hutuhu 忽禿忽 Shigi Qutuqu, 1178-1260, functionaris en geadopteerde zoon van Dzjengis Khan - Zhang Badu 張拔都 Zhang Batu, Han generaal in Mongoolse dienst, was een van de eerste Han-Chinese generaals die zich aansloot bij Dzjengis Khan - Zhang Shize 張世澤, kleinzoon van Zhang Batu - Hulilei 忽里勒, - - Helamengdou 合剌蒙都, - - Saliba'atu'er 撒里把阿禿兒, - - Yide Chahan 逸的察罕, †1255, generaal, zoon van 曲也怯律 Quyeqielu - Muhuali 木花里, ?—?, generaal, oudste zoon van Chahan - Tachu 塔出 (Taču), 1244-1280, generaal, kleinzoon van Chahan - Yilisahe 亦力撒合 (Ilegü saqal), †1295, generaal, kleinzoon van Quyeqielu - Lizhiliwei 立智理威, 1254-1310, generaal, zoon van Yilisahe - Hanjiane 韓家訥, ?-?, minister, zoon van Lizhiliwei - Li Zhen 李楨, 1200-1258, Tangut en generaal |
| 40.        |                              |                                          | Genoemd worden: - A'erhaihesa'er 阿兒孩合撒兒 Arqai Qasar, ?-?, militaire leider van een duizendtal, diende onder Dzjengis Khan - Balache'erbi 巴剌扯兒必 Bala Čerbi, ?-?, militaire leider van een duizendtal, diende onder Dzjengis Khan - Balawoluona'ertai 巴剌斡羅納兒台 Bala Oronaurtai, ?-?, militaire leider van een duizendtal - Buzhi'er 不只兒 Buǰir, 1180-1270, militaire leider van een duizendtal - Buluhanhe leizha 不魯罕合 (Bulughan Qalǰa, 不魯罕罕札 Buluhan Hanzha), commandant van duizend man - Hulinshi 忽林失 Qurmši, ?-?, generaal, commandant van duizend man - Xusun 許孫 Husun/Hlüsün, †1255, commandant van duizend man - Shaogu'er 紹古兒 Saughur, generaal - Hudouhu 忽都虎, †1293, generaal, kleinzoon van Saughur |
| 41.        |                              |                                          | Genoemd worden: - Azhinai 阿只乃 Aǰul, ?—?, vocht met Dzjengis Khan om de Mongoolse stammen te verenigen - Hulachu 忽剌出 Qulaču, †1286, generaal - Zhedie'er 者迭兒 J̌eder, †1237, commandant van duizend man - Huaidou 懷都 Qaidu, †1279, generaal, kleinzoon van Aǰul - Beihan 孛罕 Böhan?, †1235, generaal - Hudou 忽都 Qudu, †1268, zoon Beihan - Chunzhihai 純只海 Čulčaqai, ?—?, generaal - Dadali 大達立, generaal, zesde zoon van Chunzhihai - Yaozhu 咬住, ?—?, minister, zoon van Dadali - Xijia 奚加, kleinzoon van Chunzhihai - Tiegudie'er 帖古迭兒, generaal, zoon van Chunzhihai - Temutai 忒木台 Temüdei, ?-? generaal - Aoluchi 奧魯赤 A'urughči, 1232-1297, generaal, zoon van Temutai |
| 42.        |                              |                                          | Genoemd worden: - Azhiji 阿只吉 Aǰiqi, †1306, bondgenoot van Koeblai Khan, achterkleinzoon van Chagatai Khan - Chubo 出伯 (Chubo, Čübei), ?—?, zoon van Alghu (khan van het Khanaat van Chagatai, r.1260-1266). Chubo gaf zich over aan Koeblai Khan en werd een Mongoolse generaal |
| 43.        |                              |                                          | Genoemd worden: - Zheboke 者卜客 J̌ebke, commandant van duizend man - Keliesuge 客列速哥 Süge, ?-?, generaal |
| 44.        |                              |                                          | Genoemd worden: - Tuoluan 脫欒 Tulun Čerbi, generaal, zoon van Mönglik Ečige (clanhoofd van 晃豁坛 (Huanghuolan, Qongqotan), ondersteunde het gezin van Hoelun (moeder van Dzjengis Khan) en bleef loyaal aan hem - Boba 伯八 Baibaq, †1276, commandant van 10.000 man, kleinzoon van Mönglik - Bala 八剌, †1276, minister - Bulanxi 不蘭奚, †1276, minister - Tacha'er 塔察兒 Taγačar, †1238, plaatsvervangend commandant van het grensgarnizoensleger - Milicha'er 密里察兒, (Miričar), †1267, legercommandant, kleinzoon van Tacha'er - Songdudai 宋都䚟 Suldutai, †1276, generaal, commandant van het leger dat naar Jiangxi oprukte tijdens de invasie van de Zuidelijke Song-dynastie - Bielige buhua 別里閣不花 Berke buqa, †1314, plaatsvervangend commandant van de grensgarnizoenstroepen - Sajisibuhua 撒吉思不花, †1233, ambtenaar - Ming'anda'er 明安答兒, †1253,ambtenaar, broer van Sajisibuhua |
| 45.        |                              |                                          | Genoemd worden: - Tatatong'a 塔塔統阿 Tata-tonga, Oeigoer, de maker van het Mongoolse alfabet - Yuhu mishi 玉笏迷失, †1260, Oeigoerse generaal, zoon van Tata-tonga - Lihun mishi 力渾迷失, generaal, tweede zoon van Tata-tonga - Hala yiha beilu 哈剌亦哈北魯 Qara yiqači buyiruq, †1251, Oeigoerse ambgtenaar - Yue'ersiman 月兒思蠻, Oeigoerse ambtenaar, achterkleinzoon van Qara yiqači buyiruq - Ademishi Tiemu'er 阿的迷失帖木兒, Oeigoerse functionaris, zoon van Yue'ersiman - Alin Tiemu'er 阿隣帖木兒 Arin temür, ?-?, Oeigoerse minister - Shalaban 沙剌班 Sarban, Oeigoer, naaste medewerker van keizer Toghon Temür (r.1333-1368), zoon van Arin temür - Shijieban 世傑班, 1319-?, Oeigoer, naaste medewerker van keizer Toghon Temür (r.1333-1368), zoon van Shalaban - Yuelin Tiemu'er 岳璘帖木兒 Yulïn temür, ?-?, Oeigoerse ambtenaar - Halapuhua 哈剌普華 Qara buqa, ?—?, zoon van Yulïn temür - Xie Wenjue 偰文爵 (Wenzhi 文質?), ?-?, Oeigoerse functionaris, zoon van Qara buqa - Xie Zhedu 偰哲篤, †1358, minister, zoon van Qara buqa - Xie Liechi 偰列篪, Oeigoerse ambtenaar, zoon van Xie Wenzhi (Wenjue?) - Bai Liaoxun 百遼遜, †1360, Oeigoerse ambtenaar - Sajisi 撒吉思 Sargïs, ?-?, Oeigoerse ambtenaar - Dalima 答理麻 Darma, 1279-?, minister, kleinzoon van Sargïs - Hala asilanduda 哈剌阿思蘭都大 Kara Arslan, Oeigoerse generaal - Xieyunchi duhulin 寫雲赤篤忽璘 Sevinču Toqril, ?-?, Oeigoerse functionaris - Ashi Tiemu'er 阿失帖木兒 Asiq temür, 1247-1309, Oeigoerse minister - Xiban 昔班 Šiban, ?-?, Oeigoerse minister - Woluosimi 斡羅思密 Oros Beg, generaal, zoon van Šiban - Yao Zhu 咬住, ?-?, minister, zoon van Oros Beg |
| 46.        |                              |                                          | Genoemd worden: - Alaqian 阿剌淺 eigenlijk: Zhaba'er Huozhe 札八兒火者 (Jaʿfar Khoja جعفر خواجه), ?—?, vroege militaire bondgenoot van Dzjengis Khan, een afstammeling van de profeet Mohammed, zou volgens de Geschiedenis van de Yuan 118! jaar zijn geworden - Alahan 阿剌罕, generaal, zoon van Alaqian - Yalawachi 牙剌哇赤 (Mahmud Yalavach, Maḥmūd Yalawāch محمود يلواچ), †1254, Sogdiër, financieel ambtenaar - Masihuti 馬思忽惕 (Masud Beg, Mas‘ūd Bek, مسعود بك), †1289, financieel ambtenaar, zoon van Maḥmūd Yalawāch - Ali bie 阿里別, †1280, minister, afkomstig uit Chorasmië - Taben 塔本 Tabun, †1243, Oeigoerse generaal in Mongoolse dienst - Aliqishi Tiemu'er 阿里乞失鐵木兒, Arqiš temür, †1256, minister, zoon van Taben - Atai 阿台, †1288, minister, kleinzoon van Taben - Dieliweishi 迭里威失 Derviš, ?—?, Oeigoerse minister in Mongoolse dienst, kleinzoon van Arqiš temür - Suoyao'erhademishi 鎖咬兒哈的迷失 Soyurgatmiš, †1321, minister, zoon van Derviš |
| 47.        |                              |                                          | Genoemd worden: - Xisiqianbu 昔思鈐部 (Siri Gambo, Sgam-po), 1191-1259, Tangut generaal diende vanaf 1238 Batu Khan en Subutai bij hun veldtocht in Oost-Europa - Ailu 愛魯, 1226-1288, bestuurder, zoon van Siri Gambo - Tuoli Shiguan 脫力世官 Töre (shiguan kan een bijnaam zijn, die is afgeleid van zijn erfelijke positie), ?—?, minister, zoon van Tekečük Tamgha Ayghuč (Oeigoerse generaal en ambtenaar) - Anzhu'er 按竺邇 Ančul, 1195-1263, generaal - Cheli 徹里 Čelig, , ?—?, minister, zoon van Ančul - Buluheda 步魯合答 Bolod qada, generaal, zoon van Čelig - Guobao 國寶 (Zhao Guobao 赵國寶), †1267, generaal, zoon van Ančul - Guo'an 國安 ((Zhao Guo'an 赵國安), generaal, jongere broer van Zhao Guobao - Yuejulianchihaiya 月舉連赤海牙 Yügrünči qaya, †1304, Oeigoerse generaal - Aotun Dage 奧屯大哥 (Aotun Shiying 奧屯世英), 1191-1252, Jin-generaal, sloot zich aan bij de Mongolen - Aotun Zhen 奧屯貞, 1240-1306, ambtenaar, oudste zoon van Aotun Shiying - Shiying 世英 (Aodun Shiying 奧敦世英), ?-?, Jurchen-generaal, sloot zich aan bij het Mongoolse leger |
| 48.        |                              |                                          | Genoemd worden: - Yelü Chucai 耶律楚材 Yelü Chucai, ambtenaar, afkomstig uit de koninklijke familie van de Liao-dynastie van de Kitan - Yelü Zhu 耶律鑄, 1221-1285, ambtenaar, zoon van Yelü Chucai - Yelü Xiliang 耶律希亮, 1246-1327, regeringsfunctionaris, zoon van Yelü Zhu - Kelieyi zhenhai 客烈亦鎮海 Chinqai, 1169–1252, ambtenaar-geleerde - Nianhe Chongshan 粘合重山 Čungšan, †1238, minister - Nianhe Nanhe 粘合南合, †1263, minister, zoon van Nianhe Chongshan - Wang Dezhen 王德真, †1272, een van de eerste Han-Chinezen die het Mongoolse rijk diende als ambtenaar |
| 49.        |                              |                                          | Genoemd worden: - Yelü Ahai 耶律阿海, ca.1150–ca.1222, behoorde tot de Kitan, trad in dienst bij Dzjengis khan - Yelü Tuhua 耶律禿花, Kitan commandanten van duizend man, broer van Yelu Ahai - Tumanda'er 禿滿答兒 (Yelü Tumanda'er 耶律禿滿答兒), Kitan, kleinzoon van Yelü Tuhua, trouwde met Tuotuohui (脫脫灰), kleindochter van Koeblai Khan - Manggudai 忙古帶 (Yelü Manggudai 耶律忙古帶), generaal, achterkleinzoon van Yelü Tuhua - Wuxin 吳信, 1196-1263, generaal - Yelü Nie'erge 耶律捏兒哥 (Yila Nie'er 移剌捏兒), †1228, Kitan, generaal - Yelü Mainu 耶買奴 (Yila Mainu 移剌買奴), 1196-1235, generaal, zoon van Yila Nie'e - Wang Xun 王珣, 1177-1224, behoorde tot de Kitan en was een militaire figuur in het westen van Liaoning tijdens de late Jin-dynastie, werd in 1217 een bondgenoot van Dzjengis Khan - Wang Rongzu 王榮祖, 1196-1260, generaal, zoon van Wang Xun - Shimo Yexian 石抹也先, Sekimatsu Esen, 1177-1217, Kitan bondgenoot van Dzjengis Khan - Shimo Chala 石抹查剌 (Shimo Zhala 石抹査剌), 1200-1243, generaal, zoon van Sekimatsu Esen - Shimo Kuluman 庫祿滿, †1262, generaal zoon van Shimo Zhala - Shimo Ming'an 石抹石抹明安, 1164-1216, minister - Shimo Xiandebo 石抹鹹得卜, ?-?, minister, zoon van Shimo Ming'an - Shimo Beidie'er 石抹孛迭兒, ?-?, generaal - Shimo Haizhu 石抹海住, ?-?, generaal - Sunshichang 孫世昌 (Shimo Shichang 石抹世昌), 1246-1270, generaal, kleinzoon van Shimo Haizhu |
| 50.        |                              |                                          | Genoemd worden: - Manggesa'er 忙哥撒兒 Möngkese, †1254, militair en ambtenaar - Tuohuan 脫歡 Toghan, militair, oudste zoon van Möngkese - Bodasha 伯答沙 (Pādišāh پادشاه ), †1332, ambtenaar, was ondanks zijn Perzische naam Pādišāh van Mongoolse afkomst - Beiluhe 孛魯合 Bulghai, †1264, minister - Yexian buhua 也先不花 Esen buqa, †1309, minister - Yi Lianzhen 亦憐真, †1314, functionaris, oudste zoon van Yexian buhua - Tuhulu 禿忽魯, 1255-1303, minister - Antan 按攤 Altan, †1309, Moslim ambtenaar - Dashiman 答失蠻 Dašman, 1248-1304, Moslim minister |

#### Juan51-100, biografieën 3
| juan 51-100 | Titel | Vertaling | Opmerkingen |
| ----------- | ----- | --------- | --- |
| 51.         |       |           | Genoemd worden: - Liu Yi 劉嶷, 1199-1262, generaal - Zhang Rou 張柔, 1190-1268, Han-prins die als krijgsheer het Mongoolse rijk diende |
| 52.         |       |           | Genoemd worden: - Yan Shi 嚴實, 1182-1240, generaal van Han-Chinese afkomst, actief in het Dongping-gebied - Zhang Rong 張榮, 1182-1264, Han-Chinees die als krijgsheer het Mongoolse rijk diende |
| 53.         |       |           | Genoemd worden: - Di Shun 邸順, 1183-1256, sloot zich, mogelijk in 1214, aan bij Dzjenghis Khan - Di Jia 邸浹, 1223-1299, Han generaal, zoon van Di Shun, volgde Koeblai Khan - 8 Di Cong 邸琮, 1205-1239, nam deel aan de aanval op de Jin-dynastie, zoon? van Di Shun - 8 Di Ze 邸澤, 1229-1291, Han generaal, zoon van Di Cong - Hao Heshang 郝和尚 (Hao Heshang Badu 郝和尚拔都), 1204-1252, Han-generaal die het Mongoolse Rijk diende - Li Yu 李昱, 1228-1275, ambtenaar - Wang Zhen 王珍, 1192-1256, Han-Chinese boer, werd een generaal in het Mongoolse leger, vocht in Henan onder Subotai - Wen Gan 文干 (Wang Wen'an 王文干), generaal, zoon van Wang Zhen - Yang Jie Zhige 楊傑只哥, 1199-1239, Han-Chinese boer, sloot zich aan bij de Mongolen en werd legergeider. Staat bekend als de "Vliegende Generaal" (Feijiangjun 飛將軍) - Liang Zhen 梁禎, 1227-1297, generaal - Liang Ying 梁瑛, 1191-1256, generaal - Liang Tianxiang 天翔, 1239-1293, ambtenaar, derde zoon van Liang Ying - Meng De 孟德, kreeg in 1236 opdracht het Jinan-leger te leiden |
| 54.         |       |           | Genoemd worden: - Shi Bingzhi 史秉直, 1175-1245, Han-Chinese krijgsheer die het Mongoolse rijk diende, een van de eerste Han die zich bij de Mongolen aansloten tijdens hun invasie van de Jin-dynastie - Shi Jindao 史進道, 1179-1243, broer van Shi Bingzhi - Shi Tianni 史天倪, , 1187-1225, zoon van Shi Bingzhi - Shi Ji 史楫, 1214-1272, oudste zoon van Shi Tianni - Shi Yuanheng 史元亨, 1264-1317, kleinzoon van Shi Quan - Shi Yao 史耀, 1256-1305, kleinzoon Shi Tianze - Shi Shu 史樞, 1221-1287, zoon van Shi Tian'an - Shi Tianxiang 史天祥, 1191-1258, Han -generaals die het Mongoolse rijk diende, verwant aan Shi Bingzhi - Wang Shoudao 王守道, †1270, Han generaal - Yelu Temo 耶律忒末, †1226, generaal |
| 55.         |       |           | Genoemd worden: - Dong Jun 董俊, 1186-1233, Han-generaal die het Mongoolse Rijk diende - Dong Wenbing 董文炳, 1217-1278, generaal, oudste zoon van Dong Jun - Dong Shiyuan 董士元, 1235-1276, generaal, oudste zoon van Dong Wenbing - Dong Shixuan 董士選, 1253-1321, generaal, tweede zoon van Dong Wenbing - Dong Wenwei 董文蔚, †1268, generaal, tweede zoon van Dong Jun - Dong Wenyong 董文用, 1229-1302, ambtenaar, derde zoon van Dong Jun - Dong Shilian 董士廉, minister, zoon van Dong Wenyong - Dong Wenzhi 董文直, 1225-1276, generaal, vierde zoon van Dong Jun - Dong Wenzhong 董文忠, 1231-1281, generaal, achtste zoon van Dong Jun - Dong Shizhen 董士珍, 1254-1314, minister, zoon van Dong Wenzhong - Dong Shouzhong 董守中, 1273-1333, generaal, zoon van Dong Shizhen - Dong Shoujian 董守簡, 1292-1346, minister, zoon van Dong Shizhen - Dong Shiliang 董士良, †1327, minister, zoon van Dong Wenzhong - Dong Shigong 董士恭, 1278-1330, ambtenaar, zoon van Dong Wenzhong - Huang Yi 皇毅, 1231-1297, ambtenaar |
| 56.         |       |           | Genoemd worden: - Zhao Di 趙迪, 1183-1252, Han generaal - Zhao Chunling 趙椿齡, 1218-1290, generaal, zoon van Zhao Di - Zhao Jin 趙瑨, 1201-1280, Han generaal - Zhao Bingwen 趙秉溫, 1222-1293, ambtenaar, zoon van Zhao Jin - Zhao Bingzheng 趙秉正, 1242-1308, generaal, zoon van Zhao Jin - Wang Shan 王善, 1183-1243, sloot zich aan bij de Mongolen - Wang Qinduan 王慶端, 1225-1304, militair, zoon van Wang Shan - Wang Yu 王玉, 1191-1260, sloot zich in 1217 aan bij de Mongolen - Wang Chen 王忱, 1237-1315, ambtenaar, zoon van Wang Yu - Wang Yi 王義, , 1181-1249, sloot zich aan bij het Mongoolse leger onder leiding van Muqali - He Shi 何實, †1257, generaal - Du Feng 杜豐, 1190-1256, sloot zich aan bij de Mongolen - Du Siming 杜思明, generaal, zoon van Du Feng - Du Sizhong 杜思忠, generaal, tweede zoon van Du Feng - Si Jing 思敬Du Sijing 杜思敬, 1235-1320, ambtenaar en medicus, derde zoon van Du Feng |
| 57.         |       |           | Genoemd worden: - Kuokuo buhua 闊闊不花 Kökö Buqa, ?—?, generaal van Tataarse afkomst, bekend als boogschieter - Temuleige 忒木勒哥, generaal, zoon van Kökö Buqa - Tahai Tiemu'er 塔海帖木兒 Taγai temür, †1289, generaal - Anzha'er 按札兒, Alčar, ?—?, generaal - Xiao Naitai 肖乃台 Seünidei, ?—?, generaal - Beiluo 孛羅 Bolad, †1313, vertegenwoordiger van de grote khan aan het hof van de Ilkhans - Bulihebadu 不里合拔都 Burihebatu, generaal - Menggu buhua 蒙古不花, generaal - Shi Gaoshan 石高山, 1228-1303, generaal |
| 58.         |       |           | Genoemd worden: - Kuolijisi 闊里吉思 (Korguz, Körgis), †1242, Oeigoerse gouverneur van Khorasan - Aluhunsali 阿魯渾薩里 Arghun Aqa ارغون آقا), fl.1220-1275, gouverneur van het door de Mongolen veroverde deel van Perzië 1243-1255 - Nifopuci 尼佛普慈 (Nawrūz, نوروز), zoon van Arghun Aqa, speelde belangrijke rol in het Il-khanaat |
| 59.         |       |           | Genoemd worden: - Guo Baoyu 郭寶玉, ?—?, sloot zich in 1214 aan bij Dzjengis Khan - Guo Dehai 郭德海, †1234, zoon van Guo Baoyu - Guo Kan 郭侃, 1217-1277, generaal en ambtenaar, zoon van Guo Dehai - Wulachi Zhangrong 兀剌赤張榮 (Zhang Rong 張榮) 1158-1230, sloot zich aan bij het Mongoolse leger - Jia Talahun 賈塔剌渾, †1244, Han-Chinese militaire commandant die zich aansloot bij de Mongolen - Xue Talahai 薛塔剌海, †1232, Han generaal in Mongoolse dienst |
| 60.         |       |           | Genoemd worden: - Zhao Rou 趙柔, †1236, sloot zich in 1213 aan bij Dzjengis Khan - Zhao Cheng 趙晟, 1259-1332, generaal, kleinzoon van Zhao Rou, - Xianbei Zhongji 鮮卑仲吉, ?-?, Han generaal - Yuan Xiang 袁湘, 1195-1253, generaal - Duan Zhi 段直, 1190-1254, sloot zich aan bij de Mongolen - Nie Gui 聶珪, 1197-1252, generaal - Jin He 靳和, 1199-1265, generaal - Zhou Xianchen 周獻臣, 1189-1262, generaal - Liang Cheng 梁成, generaal - Wang Zhao 王兆, ?-?, Han generaal - Liu Hui 劉會, generaal |
| 61.         |       |           | Genoemd worden: - Wang Ji 王檝, 1184-1243?, Han-Chinees in dienst bij de Mongolen, generaal - Yang Weizhong 楊惟中, 1205-1259, Han-Chinese minister - Liu Min 劉敏, 1201-1259, een van de eerste Han-Chinezen die het Mongoolse rijk diende als ambtenaar - Zhao Bi 趙璧, 1220-1276, ambtenaar |
| 62.         |       |           | Genoemd worden: - Zhang Ziliang 張子良, 1194-1271, generaal - Zhang Mao 張懋, 1218-1280, generaal, zoon van Zhang Zilian - Zhao Xiang 趙祥, 1197-1257, generaal - Kuang Cai 匡才, 1188-1252, Han generaal - Kuang Guozheng 匡國政, 1247-?, ambtenaar, zoon van Kuang Cai |
| 63.         |       |           | Genoemd worden: - Hong Fuyuan 洪福源 Hong Pok-wŏn 洪福源, 1206–1258, krijgsheer uit Goryeo, sloot zich in 1231 aan bij de Mongolen - Hong Cha Qiu 茶丘 Hong Ta-gu, 1244–1291, militair, zoon van Hong Pok-wŏn - Hong Wan 洪萬, †1310, generaal, oudste zoon van Hong Ta-gu - Hong Junxiang 洪君祥, †1309, generaal, vijfde zoon van Hong Pok-wŏn - Boli'er 波立兒, functionaris, kleinzoon van Hong Fuyuan - Han Jin 韓進, generaal - Wang Zhun 王綧, 1222-1283, behoorde tot de koninklijke familie van Goryeo, was in dienst van Koeblai Khan - Ala Tiemu'er 阿剌帖木兒 (Wang Yong 王雍), †1281, generaal, zoon van Wang Zhun - Wu Ai 兀愛 (Wang Xian 王諴), ?—?, minister, zoon van Wang Zhun |
| 64.         |       |           | Genoemd worden: - Wang Shixian 汪世顯, 1195-1243, regeringsfunctionaris en generaal - Wang Zhongchen 汪忠臣, 1219-1266, generaal, zoon van Wang Shixian - Wang Dechen 汪德臣, 1222-1259, generaal, zoon van Wang Shixian - Wang Liangchen 汪良臣, 1231-1281, generaal, zoon van Wang Shixian - Wang Weizheng 汪惟正, 1242-1285, generaal, zoon van Wang Dechen - Wang Weihe 惟和, ?-?, politicus, zoon van Wang Dechen - Li Tingyu 李庭玉, †1296, legerleider - Wang Jun 王鈞, †1267, ambtenaar |
| 65.         |       |           | Genoemd worden: - Niulin 紐璘 Neülin, †1263, generaal - Yesudai'er 也速帶兒 Yesüder, ?—?, generaal, zoon van Neülin - Baiyan Badulu 拜延八都魯 Bayan Baghatur, ?—?, generaal - Huoduodou 火奪都, sloot zich aan bij de Mongolen, legerleider, afkomstig uit Westelijke Xia - Baiyan 拜延 Bayan, †1282, Tangut-generaal - Tanmachi 探馬赤, †1282, generaal - Mengwu Suge 蒙兀速哥 Süge,?-?, generaal - Yehan Dejin 也罕的斤 Yaghan Tegin, †1291, generaal afkomstig van de Karlukken - Danzhi'er 旦只兒 Tanzil?, †1289, Tataarse generaal - Shimo Anzhi 石抹按只, †1273, generaal - Shimo Bulao 石抹不老, generaal, zoon van Shimo Anzhi - Wanyan Shizu 完顏石柱, †1283, Jurchen-generaal - Zhao Xiala 趙匣剌, †1275, generaal - Zhang Wanjianu 張萬家奴, †1283, generaal die Sichuan aanviel |
| 66.         |       |           | Genoemd worden: - Li Tan 李璮, †1262, militair - Wang Wentong 王文統, 1190-1262, functionaris |
| 67.         |       |           | 有目無文 (you muwuwen): Er is geen tekst aanwezig - Xuliewu 旭烈兀 (Hulagu,Hülegü, Hülägü), 1217-1265, zoon van Tolui Khan en Sorghaghtani Beki en stichter van het Il-khanaat (1256-1335) |
| 68.         |       |           | Genoemd wordt: - Abaha 阿八哈 (Abaqa, Abaha, Ābāqā khān), 1234-1282, zoon van Hulagu en khan van het Il-kanaat (1265-1282) |
| 69.         |       |           | Genoemd wordt: - Tuoheituo 脫黑脫 (Toqto'a Beki 脫黑脫阿 Tuoheituo'a, Toqto'a, Tōqtā), 1131-1205, khan van de Merkieten en rivaal van Dzjengis Khan |
| 70.         |       |           | 有目無文 (you muwuwen): Er is geen tekst aanwezig - Aluhun 阿魯渾 (Aluhunsali 阿魯渾薩里 Alghunsali), 1245-1307, Oeigoer, minister, vertaler en geleerde |
| 71.         |       |           | Genoemd worden: - Qihedou 乞合都 Gaykhatu, †1295, khan van het Il-kanaat (r.1291-1295) - Bade 八的 Baydu, †1295, khan van het Il-kanaat (r.1295) |
| 72.         |       |           | 有目無文 (you muwuwen): Er is geen tekst aanwezig - Hezan 合贊 (Ghazan Ghāzān khān)), 1271-1304, zoon van Arghun en heerser over het Il-kanaat (r.1295-1304) |
| 73.         |       |           | 有目無文 (you muwuwen): Er is geen tekst aanwezig - Abusaiyin 阿不賽因 Abu Sa'id, Busaiyin, Abū Sa`īd Khān), 1305-1335, zoon van Öljeitü en heerser over het Il-khanaat (r.1316-1335) |
| 74.         |       |           | Genoemd worden: - Ali buge 阿里不哥 (Ariq Böke 阿里不哥 Arïq Buka), 1217-1266, jongste zoon van Tolui Khan en Sorghaghtani Beki, verloor een machtsstrijd met zijn broer Koeblai Khan - Xiliji 昔里吉 (Shiregi Širigi), †1282, vierde zoon van Möngke Khan - Haidu 海都 Kaidu Qaidu), 1235-1301, postume zoon van Heshi (Qašin) en daarmee kleinzoon van Ögedei Khan, verloor de machtsstrijd met de tak van Möngke Khan (en Koeblai Khan). Niet te verwarren met zijn oom Kaidan (zesde zoon van Ögedei Khan en deelnemer aan de veldtocht in Polen 1235-1241) |
| 75.         |       |           | Genoemd worden: - Naiyan 乃顔, 1257-1287, kwam in opstand tegen Koeblai Khan - Hadan 哈丹 Qada'an, kleinzoon van de jongere broer van Dzjengis Khan, sloot zich in 1287 aan bij de opstand van Naiyan tegen Koeblai Khan - Laode 老的, ?-?, achterkleinzoon van Koeblai Khan, was betrokken bij het bestuur in Yunnan - Yebugan 也不干 (Ebügen), ?—?, was betrokken bij de opstand van Nayan tegen Koeblai Khan |
| 76.         |       |           | Hubilie han zhuzi 忽必烈汗諸子 (zonen van Koeblai Khan)： - Huang taizi Zhenjin 皇太子真金 (Zhenjin, Činkim), 1243-1285, tweede zoon en kroonprins van Koeblai Khan, vader van Temür Khan (r.1294-1307),de opvolger van Koeblai Khan - Anxi wang Manggela 安西王忙哥剌 (Manggela 忙哥剌, Mangghla), 1242-1280, derde zoon van Koeblai Khan - Ananda 阿難答, zoon van Manggela - Bei'an wang Namuhan 北安王那木罕 (Nomoghan 那木罕), 1248-1298/1301, vierde zoon van Koeblai Khan - Yunnan wang Hugechi 雲南王忽哥赤 (Khökhechi, Hügeči), †1271, vijfde zoon van Koeblai Khan - Yexian Tiemu'er 也先帖木兒 (Esen Temür 也先帖木爾)), †1332, zoon van Khökhechi - Aiyachida wang 愛牙赤大王 (Ayači,), ?—?, zesde zoon van Koeblai Khan - Xiping wang Aoluchi 西平王奧魯赤 (Urughči, Oruchu 奧魯赤), †1300, zevende zoon van Koeblai Khan - Tiemu'er buhua 帖木兒不花 Temür Buqa, , ?-?, zoon van Oruchu - Laode 老的 Laodi, ?—?, zoon van Temür Buqa - Atesinashili 阿忒思納失里 Aratnaširi, †1358, zoon van Tula (Töre, †1309) en achterkleinzoon van Ahmad (zelf kleinzoon van Chagatai Khan); clankoning van Yu onder de Yuan-dynastie - Ning wang Kuokuochu 寧王闊闊出 Kököčü, †1313, achtste zoon van Koeblai Khan - Tuohan 脫歡 (Toghon, Toghan), †1301, negende zoon van Koeblai Khan - Laozhang 老章 (Laoǰang), ?—?, oudste zoon van Toghon - Beluo buhua 孛羅不花 Bolot Buqa, †1356, kleinzoon van Toghon - Dashengnu 大聖奴 , †1359, zoon van Beiluo buhua - Manzi 蠻子, †1353, vijfde zoon van Toghon - Yi wang Heshang 義王和尚 Qošang, ?-?, achterkleinzoon van Koeblai Khan (en zoon van Konček buqa, †1365, zelf zoon van Toghon - Hudou Tiemu'er wang忽都帖木兒王 (Qutuluq Temür Kutulu Timur), 1260?-1324?, (onwettige) zoon van Koebilai Khan |
| 77.         |       |           | Zhongye yihou zhu han huangzi 中葉以後諸汗皇子 (zonen van de khans uit de late middenperiode)： - Tiemu'er han huang taizi Deshou 鐵穆耳汗皇太子德壽 (Däišü 德壽, Deshou), †1306, enige zoon en kroonprins van keizer Temür Khan (r.1294-1307, de opvolger van Koeblai Khan) - Aiyulibalida han huangzi an wang Wudousi buhua 愛育黎拔力八達汗皇子安王兀都思不花 (Odos buqa 兀都思不花 Wudousi buhua) , †1321, zoon van Ayurbarwada Buyantu Khan (keizer Renzong, r.1311-1320), jongere broer van Gegeen Khan (r.1320-1323) - Yesun Tiemu'er han huangzi Jin wang Badema Yi'erjianbo 也孫鐵木兒汗皇子晉王八的麻亦兒間卜 (Padma-rgyal po, པདྨ་རྒྱལ་པོ, Badema Yi'erjianbo 八的麻亦兒間卜་), ?-?, tweede zoon van Yesün Temür (keizer Taiding, r.1323-1328) en jongere broer van Ragibagh Khan (keizer Tianshun, r.1328) - Xiao Xue 小薛 (Söse), ?—?, derde zoon van Yesün Temür (keizer Taiding, r.1323-1328) - Yundancangbo 允丹藏卜 (Yontan-rgyal po, ཡོན་ཏན་རྒྱལ་པོ་), ?-?, vierde zoon van Yesün Temür (keizer Taiding, r.1323-1328) - Tu Tiemu'er han huang taizi Alatenadala 圖帖睦爾汗皇太子阿剌忒納答剌 (Alatna Dara, Aratnadara 皇太子阿剌忒納答剌 Huang Taizi Alatenadala), †1331, oudste zoon van Jayaatu Khan Tugh Temür (keizer Wenzong, r.1328-1329 en 1329-1332) - Yantiegusi taizi 燕帖古思太子 (El tegüs, Yantiegusi 燕帖古思, oorspronkelijke naam Gunatala 古納答剌), †1340, tweede zoon van Jayaatu Khan Tugh Temür (keizer Wenzong, r.1328-1329 en 1329-1332) - Taipingne taizi 太平訥太子 (Taipingnu 太平訥, oorspronkelijke naam Baoning 宝宁), ?—?, derde zoon van Jayaatu Khan Tugh Temür (keizer Wenzong, r.1328-1329 en 1329-1332) |
| 78.         |       |           | Genoemd worden: - Shi Tianze 史天澤, 1202-1275, generaal en bestuurder, zoon van Shi Bingzhi - Shi Ge 史格, 1234-1291, oudste zoon van Shi Tianze - Li Boyou 李伯祐, generaal afkomstig uit Korea - Zheng Wen 鄭溫, 1211-1291, Han-Chinees die zich aansloot bij de Mongolen - Zheng Quan 鄭銓, ambtenaar, derde zoon van Zheng Wen - Zheng Jiang 鄭江, †1271, generaal - Zhang Quan 張全, generaal - Zhang Sizhong 張思忠, 1237-1275, generaal, zoon van Zhang Quan - Kong Yuan 孔元, †1282, generaal |
| 79.         |       |           | Genoemd worden: - Lian Xixian Lian Xixian 廉希憲 (xiàn), 1231-1280, Oeigoerse generaal en ambtenaar, zoon van Bulut Qaya en oudere broer van Lian Xixian 廉希賢 (xián, zie juan 84) - Shang Ting 商挺, 1209-1289, minister - Zhao Liangbi 趙良弼, 1216-1286, Jurchen-minister |
| 80.         |       |           | Genoemd worden: - Saidi'anchi Shansiding 賽典赤贍思丁 (Ajall Shams al-Din Omar, Sayyid Ajall Shams ad-Din Omar al-Bukhari سید اجل شمس‌الدین عمر بخاری), 1279-1211, eerste door de Mongolen benoemde gouverneur van Yunnan (r.1274-1279), afkomstig uit Buchara - Nasulading 納速剌丁 (Nasr al-Din Nasr ad-Din نصرالدین), †1292, gouverneur van Yunnan r.1279-1284, nam deel aan de campagnes in Birma en Annam, werd in 1291 gouverneur van Shaanxi, zoon van Ajall Shams al-Din Omar - Boyan 伯顔, †1307, functionaris, zoon van Nasr al-Din, zijn oorspronkelijke naam was Abu Bakr (阿不別克兒 Abu Bieke'er) - Wuma 烏馬 ( 賽典赤烏馬兒 Saidianchi Wuma'er, Sayyid Ajall Omar السيد إجل عمر), minister, tweede zoon van Nasr al-Din - Boyancha'er 伯顔察兒 (ook 伯顏察而), ?-?, minister, zoon van Nasr al-Din - Huxin 忽辛 (of: 忽先? Huxian, Hoessein), †1310, minister, derde zoon van Nasr al-Din - Qielie 怯烈 Kerei, †1300, generaal, betrokken bij de verovering van en het bestuur over Yunnan en Birma - Yexiannai 葉仙鼐, †1306, Oeigoerse generaal en ambtenaar |
| 81.         |       |           | Genoemd worden: - Gao Zhiyao 高智耀, 1206-1271, Tangut en confucianistische geleerde - Gao Rui 高睿, 1249-1314, minister, zoon van Gao Zhiyao - Gao Nalin 高納麟, 1281-1359, minister, zoon van Gao Rui - Woduo'erchi 斡朵耳赤 Dorči, †1313, Tangut-generaal - Liu Rong 劉容, ?—?, ambtenaar en generaal, zijn vader Liu Haichuan (劉海川) was afkomstig uit Westelijke Xia |
| 82.         |       |           | Genoemd worden: - Yang Dayuan 楊大淵, †1265, generaal, sloot zich in 1258 aan bij de Mongolen - Yang Wen'an 楊文安, 1241-1282, generaal, neef van Yang Dayuan - Liu Zheng 劉整, 1211-1275, generaal, sloot zich aan bij de Mongole - Liu Gai 劉垓, 1250-1313, plaatselijk ambtenaar, vierde zoon van Liu Zheng - Shaquan 沙全 (Ča'urči, ook 抄児赤 Chao'erchi), ?-?, generaal, behoorde tot de Karlukken |
| 83.         |       |           | Genoemd worden: - Liu Bingzhong 劉秉中, 1216–1274, ambtenaar en architect, ontwierp zowel Dadu (hoofdstad van de Yuan) als de zomerhoofdstad Xanadu (Shangdu) - Liu Bingshu 劉秉恕, ambtenaar, jongere broer van Liu Bingzhong - Zhang Wenqian 張文謙, 1216-1283, minister - Dou Mo 竇默, 1196-1280, ambtenaar - Yao Shu 姚樞, 1201-1278, ambtenaar en neo-confucianist - Yao Wei 姚煒, ambtenaar, zoon van Yao Shu - Yang Guo 楊果, 1195-1269, ambtenaar |
| 84.         |       |           | Genoemd worden: - Hao Jing 郝經, 1223-1275, officier en confucianistische geleerde - Gou Zongdao 苟宗道, ambtenaar, volgde Hao Jing op als gezant bij de Zuidelijke Song-dynastie - Yuelimasi 月里麻思, †1277, Naiman-generaal - Lian Xixian 廉希賢 (xián), 1247-1275, jongere broer van Lian Xixian (xiàn, 憲), zie juan 79 - Zhang Yu 張羽, †1276, generaal |
| 85.         |       |           | Genoemd worden: - Song Zizhen 宋子貞, 1186-1266, minister - Zhang Dehui 張德輝, 1195-1275, ambtenaar - Zhao Bing 趙炳, 1222-1280, ambtenaar - Li Dehui 李德輝, 1218-1280, ambtenaar - Ma Heng 馬亨, 1207-1277, ambtenaar |
| 86.         |       |           | Genoemd worden: - Xu Heng 許衡, 1209–1281, neo-confucianistische geleerde - Xu Shijing 許師敬, ?-?, minister, zoon van Xu Heng - Wang Xun 王恂, 1235-1291, wiskundige - Yelu Youshang 耶律有尚, 1235-1320, regeringsfunctionaris |
| 87.         |       |           | Genoemd worden: - Antong 安童, 1245/48-1293, achterkleinzoon van Muqali, belangrijke bestuurder onder Koeblai Khan - Shi Tianlin 石天麟, 1218-1309, minister - Li Yuan 李元, ambtenaar - Wan Ze 完澤, 1246-1303, minister |
| 88.         |       |           | Genoemd worden: - Chen You 陳祐 (Hu? 祜), 1222-1277, ambtenaar - Chen Siqian 陳思謙, 1283-1353, ambtenaar kleinzoon van Chen You - Chen Tianxian 陳天祥, 1230-1316, ambtenaar, broer van Chen You |
| 89.         |       |           | Genoemd worden: - Zhang Xiongfei 張雄飛, ?—?, ambtenaar - Gao Ming 高鳴, 1209-1274, ambtenaar - Yao Tianfu 姚天福, 1230-1302, ambtenaar |
| 90.         |       |           | Genoemd worden: - Boyan 伯顔 Bayan, 1236-1295, generaal, opperbevelhebber van het expeditieleger tijdens de verovering van de Zuidelijke Song-dynastie - Xiangjiashili 相嘉失里, kleinzoon van Boyan - Temutai'er 忒木台兒 Temder?, ?—?, generaal, zoon van Anmuhai - Tiemu'er buhua 帖木兒不花 Temür buqa, generaal, zoon van Tiechi - Shilibo 失里伯 Silibai, †1281, generaal - Xu Shidai 勗實帶, generaal en dichter - Talichi 塔里赤 Taliči, ?-?, generaal, afkomstig uit Kangly - Yezhili 謁只里, 1240-1282, Jurchen-ambtenaar - Jiao Deyu 焦德裕, 1220-1288, Han Chinees in dienst van de Mongolen - Ning Yu 寧玉, 1236-1302, generaal - Qi Bingjie 齊秉節, 1230-1291, een van de eerste Han-Chinezen die het Mongoolse rijk diende, zoon van Qi Gui - He Zhi 賀祉, †1288, generaal - Wang Shouxin 王守信, 1238-1293, generaal - Meng Qi 孟祺, minister |
| 91.         |       |           | Genoemd worden: - Azhu 阿朮 (Aju 阿術), 1227–1287, generaal, zoon van Uriyangkhadai - Bolianjidai 卜憐吉歹 Bürilgitei, ?-?, minister, zoon van Aju - Yesu Dai'er 也速䚟兒, 1254-1298, minister - Xiang Wusu 相兀速, ?—?, generaal, zoon van Qieqieli - Zhong Xi 重喜, †1277, generaal, zoon van Tabuyi'er - Tuo Huan 脫歡 Toγon, ?-?, generaal - Shanche 苫徹 (Quča baγatur, shanche badou'er 苫徹抜都児), generaal, behoorde tot de Kiptsjaken - Wokedai 斡可歹 Okedai, functionaris, behoorde tot de Kiptsjaken - Sui Shichang 隋世昌, 1226-1286, Han-generaal in Mongoolse dienst - Wang Xila 王昔剌, †1279, militair commandant - Jin Zhong 靳忠, generaal |
| 92.         |       |           | Genoemd worden: - Alihaiya 阿里海牙 (ook: Alihaiya 阿里海涯, Alihaiya 阿力海涯, Alihaiya 阿魯海牙) Arïγ qaya, 1227-1286, Oeigoerse militair strateeg - Guanzhige 貫只哥, Oeigoerse minister, zoon van Alihaiya - Xiaojunshihaiya 小雲石海涯 Sewinch Qaya, Sevinču qaya, Guanyunshi 貫雲石), 1286-1324, Oeigoerse schrijver - Abicha 阿必察, †1279, militair - Yisimayin 亦思馬因 (Ismail إسماعيل), Moslim uit Irak, expert voor trebuchetten - Alaowading 阿老瓦丁 Al al-Din, علاء الدين Aladdin) †1312, moslim uit Perzië, expert voor trebuchetten - Li Tianyou 李天祐, generaal - Zhang Rongshi 張榮實, 1218-1278, generaal - Zhang Taiheng 張泰亨, †1277, generaal - Jie Ruji 解汝楫, generaal - Zhu Guobao 朱國寶, 1229-1288, ambtenaar - Guo Ang 郭昂, 1229-1289, generaal - Guo Jia 郭嘉, ?—?, ambtenaar, kleinzoon van Guo Ang - Wang Jun 王均, 1227-1290, ambtenaar |
| 93.         |       |           | Genoemd worden: - Atahai 阿塔海, 1234-1289, commandant, speelde een rol bij de oorlog van Koeblai Khan met de zuidelijke Song, kleinzoon van Tagay Baator - Alahan 阿剌罕 Arakhan, 1233-1281, generaal - Yesu Tai'er 也速台兒 (ook: Yesüdie'er 也速迭兒 en Yesüda'er 也速答兒), generaal, zoon van Arakhan - Chahan 察罕, †1301, zoon van Qabultu - Mangwutai 忙兀台 Mangudai?, †1290, Tataarse generaal - Bei'ersu 孛兒速 Borsu, ?-?, Tataarse generaal |
| 94.         |       |           | Genoemd worden: - Zheng Ding 鄭鼎, 1215-1277, Han-Chinees sloot zich aan bij het Mongoolse leger - Zhi Xuan 制宣、(Zheng Zhiyi 鄭制宜), 1260-1306, ambtenaar, zoon van Zheng Ding - Zheng Anxiao 鄭昂霄, 1270-1329, ambtenaar, zoon van Zheng Fu - Cheng Jiefu 程介福, 1223-1289, generaal - Zhang Xi 張禧, 1217-1291, generaal, nam deel aan de Mongoolse invasies van Japan - Zhang Hong Gang 張弘綱, 1237-1301, generaal, zoon van Zhang Xi - Zhang Xingzu 張興祖, 1221-1295, generaal - Lu De 呂德, 1228-1291, militaire leider |
| 95.         |       |           | Genoemd worden: - Zhang Hongfan 張弘範, 1238-1280, generaal - Li Heng 李恆, 1236-1285, Tangut-generaal, behoorde tot de koninklijke familie van de Westelijke Xia - Li Shi'an 李世安, 1253-1331, generaal, zoon van Li Heng - Hu Yi 虎益, 1237-1299, generaal - Liu Yongshi 劉用世, generaal |
| 96.         |       |           | Genoemd worden: - Angji'er 昂吉兒 Angir, †1295, Tangut-generaal - Wan Zhedou 完者都, 1299-1344, ambtenaar, behoorde tot de Naimanen - Yedemishi 也的迷失 (ook Yedemisha 也的迷沙, Yedemishi 葉諦彌實), 1225-1294, generaal - Zhao Bocheng 趙伯成, 1233-1309, generaal - Haladai 哈剌䚟 Qaradai, 1237-1307, generaal, behoorde tot de Karlukken |
| 97.         |       |           | Genoemd worden: - Ganmala 甘麻剌 (Kammala), 1263-1302, zoon van Zhenjin - Dalamabala 荅剌麻八剌 Darmabala, 1264-1292, tweede zoon van Zhenjin. Stamvader van de Mongoolse keizers na Temür Khan (1294-1307) en de koningen van Goryeo na Gongmin (r.1351-1374) |
| 98.         |       |           | Genoemd worden: - Suodou 唆都 Sügetü, †1285, militaire figuur - Baijianu 百家奴, †1311, generaal, zoon van Suodou - Lai Abadachi 來阿八赤 Rai Abachi, †1288, generaal - Xidou'er 昔都兒 Šikdür, †1298, generaal afkomstig van de Kiptsjaken - Mochi 末赤, 1233-1310, generaal, behoorde tot de Naimanen - Fan Ji 樊楫, †1288, militaire figuur, nam deel aan de aanvallen op Annam - Li Tianhu 李天祜 (ook Li Tianhu 李天祜), 1253-1303, generaal - Gao Yuanzhang 高元長, †1285, Jurchen-generaal in Mongoolse dienst, zoon van Gao Nao'er - Tang Cong 唐琮, 1241-1289, generaal - Zhang Jun 張均, †1314, militair commandant |
| 99.         |       |           | Genoemd worden: - Liu Guojie 劉國傑, 1234-1305, Jurchen-generaal - Wang Tong 王通, ?–?, generaal, zoon van Wang Guochang - Wang Guochang 王國昌, †1273, generaal, streed in Goryeo op doorreis naar Japan、 - Li Ting 李庭, †1304, Jurchen-generaal - Cai Zhen 蔡珍, generaal - Zhang Hong 張洪, generaal - Ji Tingzhang 季庭璋, generaal |
| 100.        |       |           | Genoemd worden: - Li Jin 李進, †1295, Han-Chinees die zich aansloot bij de Mongolen - Liu En 劉恩, †1285, generaal - Qi Gongzhi 綦公直, †1286, generaal - Qi Manggutai 綦忙古台, ?—?, generaal, derde zoon van Qi Gongzhi |

#### Juan101-147, biografieën 4
| juan 101-147 | Titel | Vertaling | Opmerkingen |
| ------------ | ----- | --------- | --- |
| 101.         |       |           | Genoemd worden: - Shi Bi 史弼, 1233-1318, Han-generaal in dienst van de Mongolen - Yihei Mishi 亦黑迷失, ?-?, Oeigoer, sloot zich in 1275 aan bij de Mongolen, nam in 1292 deel aan de mislukte Java-expeditie - Gao Xing 高興, 1245-1313, Han-generaal in dienst van de Mongolen. betrokken bij de mislukte Java-expeditie |
| 102.         |       |           | Genoemd worden: - Tutuha 土土哈 Tudghagh, 1237-1297, generaal - Chuangwu'er 床兀兒 Čong'ur, 1260-1322, commandant, behoorde tot de Kiptsjaken, derde zoon van Tutuha - Qi Tai 乞台, †1296, generaal, behoorde tot de Kiptsjaken - Bo Tiemu'er 伯帖木兒, ?—?, generaal, behoorde tot de Kiptsjaken - Beilanxi 孛蘭奚 Buralγi, ?-?, generaal - Helajiang 合剌江, generaal - Dadahe'er 答答呵兒, Mongoolse generaal - Adachi 阿答赤 (ook: Atachi 阿塔赤), †1274, oudste zoon van Hanghusi (heerser van Alanië, sloot zich aan bij de Mongolen) - Boda'er 伯答兒 Baidar, †1300, Alaanse generaal - Yuwashi 玉哇失 Yuwas, †1306, generaal, behoorde tot de Asud, een militaire groep uit de Alanen - A'ersilan 阿兒思蘭 Arslan, ?—?, generaal - Badu'er 拔都兒 Baghatur, †1297, Alaanse generaal - Niegu'er 捏古兒 Negülei, ?-?, Alaanse generaal - Shila Badu'er 失剌拔都兒 Šira baghatur, †1302, generaal - Cheli 徹里 Čelig, ?—?, minister - Ming'an 明安 Mingghan, †1303, generaal uit Kangly, gaf leiding aan het Güyügči-korps, een strijdmacht van gemengde etnische groepen - Anbo 暗伯 (Ambai, Ambāī az tangqūt امبای از تنگقوت), ?–?, Tangut-generaal en ambtenaar - Yilianzhenban 亦憐真班, †1354, minister, zoon van Ambai |
| 103.         |       |           | Genoemd worden: - Liu Haoli 劉好禮, 1227-1288, ambtenaar - Liuhala Badulu 劉哈剌八都魯, †1295, geneeskundige |
| 104.         |       |           | Genoemd worden: - Cui Bin 崔斌 Yan Timur, 1223-1278, minister - Cui Yu 崔彧, †1298, minister - Liu Xuan 劉宣, 1233-1288, ambtenaar - Zhang Sili 張斯立, ?-?, minister - Qin Zhangqing 秦長卿, gerekruteerd als bewaker, werd geëxecuteerd - Yang Jukuan 楊居寬, minister, 1233-1287 |
| 105.         |       |           | Genoemd worden: - Huai wang Tiemu'er buhua 淮王帖木兒不花 Temür buqa,1286-1368, vierde zoon van Toghon en daarmee kleinzoon van Koeblai Khan - Liang wang bazalawa'ermi 梁王把匝剌瓦爾密, (Basalawarmi, Vaǰravarmi), †1382, kleinzoon van Esen Temür (zelf kleinzoon van Koeblai Khan) |
| 106.         |       |           | Genoemd worden: - Ahema 阿合馬 (Ahmad Fanakati 阿合馬, احمد فناكتى Ahmad Fanākati), 1242-1282, kanselier en financieel ambtenaar, afkomstig uit Perzië, werd in 1282 vermoord - Lu Shirong 盧世榮, †1285, financieel ambtenaar, geëxecuteerd - Sangge 桑哥 (Senge Sam Gha), †1291 financieel ambtenaar, werd in 1291 terechtgesteld |
| 107.         |       |           | Genoemd worden: - Zhang Hui 張惠, , 1224-1285, ambtenaar - Zhang Fang 張昉, †1274, ambtenaar - Yang Shi 楊湜, ambtenaar - He Rongzu 何榮祖, 1221-1300, minister - Ma Shao 馬紹, 1239-1300, minister - Ye Li 葉李, ?-?, functionaris - Li Gan 李淦, functionaris - Hao Bin 郝彬, 1259-1320, minister |
| 108.         |       |           | Genoemd worden: - Zhang Tingzhen 張庭珍, 1229-1284, ambtenaar - Zhang Tingrui 張庭瑞, 1234-1290, ambtenaar, jongere broer van Zhang Tingzhen - Zhang Lidao 張立道, †1298, ambtenaar - Li Kezhong 李克忠, 1246-1301, ambtenaar - Li Ji 李稷, 1304-1364, ambtenaar en historicus - Liang Ceng 梁曾, 1242-1322, ambtenaar en magistraat - Li Kan 李衎, 1245–1320, kunstschilder - Xiao Taideng 蕭泰登, 1266-1303, ambtenaar |
| 109.         |       |           | Genoemd worden: - Li Ye 李治, 1192-1279, wiskundige - Liu Su 劉肅, 1188-1263, ambtenaar - Wang E 王鶚, 1190-1273, ambtenaar en historicus - Meng Panlin 孟攀鱗, 1204-1267, ambtenaar - Wang Pan 王磐, ?-?, ambtenaar - Li Chang 李昶, 1203-1289, ambtenaar - Xu Shilong 徐世隆, 1206-1285, ambtenaar |
| 110.         |       |           | Genoemd worden: - Zhao'agepan 趙阿哥潘, ?—?, Tibetaanse generaal in Mongoolse dienst - Zhao Zhongxi 趙重喜, ?—?, generaal, zoon van Zhao'agepan - Duan Shi 段實 (ook: Duan Xin Juri 段信苴日), †1282, tweede gouverneur van Dali onder Mongools bestuur - Duan Guang 段光, †1344, gouverneur van Dali onder het Mongoolse bestuur - Duan Gong 段功, †1365, gouverneur van Dali onder het Mongoolse bestuur, werd in 1365 vermoord, broer van Duan Guang - Duan Bao 段寶, †1381, gouverneur van Dali onder het Mongoolse bestuur, zoon en opvolger van Duan Gong - Yang Hanying 楊漢英 (ook bekend onder zijn Mongoolse naam Sayin buqa (楊賽因不花 Yangsaiyin Buhua), 1281-1320, generaal, erfelijk leider van stamgebied van Bozhou (播州) rond het huidige Zunyi in Guizhou - Yang Jiazhen 楊嘉貞 (ook bekend onder zijn Mongoolse naam Yang Yanli Buhua 楊延禮不花), ?-?, erfelijk leider van stamgebied van Bozhou (播州) rond het huidige Zunyi in Guizhou |
| 111.         |       |           | Genoemd worden: - Xia Gui 夏貴, 1197-1279, generaal - Lü Wenhuan 呂文煥, ?-?, militaire officier - Lü Shikui 呂師夔, 1230-1301, plaatselijk ambtenaar, zoon van Lü Wenhuan - Chen Yi 陳奕, †1275, generaal - Chen Yan 陳嵒, generaal, zoon van Chen Yi - Guan Rude 管如德, 1247-1290, sloot zich aan bij de Mongolen en werd generaal - Zhou Quan 周全, †1305, ambtenaar onder Song, sloot zich in 1275 aan bij de Mongolen en werd generaal - Ma Chenglong 馬成龍, 1227-1292, generaal - Zhu Huan 朱煥, generaal - Zhu Ji 朱霽, 1259-1320, plaatselijk ambtenaar, zoon van Zhu Huan |
| 112.         |       |           | Genoemd worden: - Fan Wenhu 范文虎, †1302, sloot zich aan bij de Mongolen en werd minister en gouverneur van Zhejiang - Wu You 吳佑, †1277, generaal - Wu Anmin 吳安民, †1300, generaal, zoon van Wu You、 - Wu Jiwu 吳繼武, †1330, generaal, zoon van Wu Anmin - Chu Ding 楚鼎, sloot zich aan bij het Mongoolse leger - Wang Jiweng 王勣翁, 1229-1284, ambtenaar onder Song, sloot zich aan bij de Mongolen en werd ambtenaar - Wang Douzhong 王都中, 1278-1341, ambtenaar - Pu Shougeng 蒲壽庚, handelaar en bestuurder, Moslim |
| 113.         |       |           | Genoemd worden: - Zhu Qing 朱清, 1237-1303,handelaar in zout, piraat en militair - Zhu Hu 朱虎, †1303, ambtenaar, zoon van Zhu Qing - Zhu Xu 朱旭, functionaris, zoon van Zhu Qing en jongere broer van Zhu Hu - Zhang Xuan 張瑄, †1302, handelaar in zout, piraat en militair - Zhang Wenlong 張文龍, functionaris, zoon van Zhang Xuan - Huang Zhen 黃真, piraat, werd later ambtenaar - Zhang Tianlin 張天麟, functionaris, zoon van Zhang Wenlong - Luo Bi 羅璧, 1244-1309, militair - Huang Tou 黃頭, ambtenaar - Yao Tong 咬童, 1294-1332, ambtenaar |
| 114.         |       |           | Genoemd worden: - Buhumu 不忽木 Buqumu, 1255-1300, politieke figuur uit Kangly - Huihui 回回 (Kangli Huihui 康里回回), 1285-1335, minister en kalligraaf, afkomstig uit Kangly - Naonao 巎巎 (Kangli Naonao 康里巎巎), 1295-1345, kalligraaf, afkomstig uit Kangly - Tuhulu 禿忽魯, 1255-1303, minister - Jian Tong 堅童, 1253-1291, ambtenaar, zoon van Kökö (闊闊, 1223-1262, minister, behoorde tot de Merkieten) |
| 115.         |       |           | Genoemd worden: - Cheli (Yanzhijitai Taichi zhisun) 徹里 (燕只吉台太赤之孫), 1260-1306, ambtenaar en minister, lid van de Mongoolse clan Yanzhijitai, kleinzoon van Taichi - Qiannu (Yulibolibayawu shi Heshang zhizi) 千奴 (玉里伯里巴牙兀氏和尚之子), 1284-1324, ambtenaar, lid van de Yuerbelibeyawu-clan (玉里伯里巴牙兀氏), zoon van Qošang |
| 116.         |       |           | Genoemd worden: - Halahasun 哈剌哈孫 Harqasun, 1257-1309, minister - Nangjiadai 嚢加歹 (ook: Nangjiadai 囊加歹) Nangghiyadai, ?-?, generaal, behoorde tot de Naimanen - Mangwudejin 忙兀的斤, 1237-1312, Oeigoerse minister - Tielian 鐵連 Telen, 1218-1281, generaal afkomstig van de Naimanen |
| 117.         |       |           | Genoemd worden: - Ai Xue 愛薛 (Isa Kelemechi عیسی کلمچی Isi Kelemechi), 1218–1307, astronoom en geneeskundige, Nestoriaanse christen uit West-Azië - Yeliya 也里牙 (ook: Yeliya 野理牙, Yeliya 野里牙), †1330, functionarisch van Syrische afkomst - Tian He 腆合, Nestoriaanse functionaris, zoon van Ai Xue - Ma Xuelijisi 馬薛里吉思, Christen uit Samarkand, medicus - Make Baoluo 馬可保羅, Marco Polo |
| 118.         |       |           | Genoemd worden: - Ancang 安藏, †1293, Oeigoer en vertaler - Jialunadasi 迦魯納答思 Qarnadas, †1311, Oeigoer en vertaler - Dachengdou 大乘都, 1228-1299, Oeigoerse minister - Aluhunsali 阿魯渾薩里 Alghunsali, 1245-1307,Oeigoer, minister, vertaler en geleerde - Yuezhu 岳柱, 1280-1333, ambtenaar, zoon van Aluhunsali - Jieshimi'er 潔實彌爾 Jeshimir?, 1253-1315, Oeigoer - Tangrenzu 唐仁祖, 1249-1301, Oeigoerse vertaler - Yanzhi buhua 燕只不花, 1244-1314, Oeigoerse minister - Tuolie Haiya 脫烈海牙 Töre Qaya, 1257-1323, Oeigoerse generaal - Puyan 普顔, †1337, Oeigoerse ambtenaar |
| 119.         |       |           | Genoemd worden: - Hudou Tiemulu 虎都鐵木祿, ambtenaar, zoon van Tiemaichi (Temeči, †1282, generaal) - Tahai 塔海, ?—?, minister, kleinzoon van Tiemaichi en neef van Hudou Tiemulu - Bai Jiang 拜降, 1251-1311, generaal en ambtenaar, behoorde tot de Kiptsjaken - Tiegeshu 鐵哥朮 Tekečük, †1299, Oeigoerse generaal - Yihediya'erding 奕赫抵雅爾丁(Ikhtiaruddin اختیار الدین), 1268-1314, Moslim functionaris - Huihui 回回, 1267-1325, ambtenaar, afkomstig uit Kara-Kitan - Zhansi 瞻思, 1277-1351, geleerde, afkomstig uit de Arabische wereld |
| 120.         |       |           | Genoemd worden: - Deng Wenyuan 鄧文原, 1258-1328, ambtenaar en kalligraaf - Yu Pan 虞槃, magistraat, jongere broer van Yu Yi - Yu Ji 虞集, 1272-1348, confucianistische geleerde en schrijver, behoorde met Yang Zai (楊載), Jie Xisi (揭傒斯) en Fan Peng (范梈) tot de vier grote Yuan-dichters - Fan Peng 范梈, 1272-1330, dichter, behoorde met Yang Zai (楊載), Jie Xisi (揭傒斯) en Yu Ji (虞集) tot de vier grote Yuan-dichters - Yang Zai 楊載, 1271-1323, dichter en geleerde, behoorde met Fan Peng (范梈), Jie Xisi (揭傒斯) en Yu Ji (虞集) tot de vier grote Yuan-dichters - Xie Duan 謝端, 1279-1340, ambtenaar-geleerde - Liu Guan 柳貫, 1270-1342, schrijver - Huang Jin 黃溍, 1277-1357, schrijver - Ouyang Xuan 歐陽玄, 1283-1357, neo-confucianist, vooraanstaande literaire figuur, historicus en kalligraaf, speelde een belangrijke rol bij het samenstellen van drie werken uit de reeks officiële dynastieke geschiedenissen: de Geschiedenis van de Song, de Geschiedenis van de Liao en de Geschiedenis van de Jin - Gong Shitai 貢師泰, 1298-1362, ambtenaar, zoon van Gong Kui (geleerde uit Jixian) - Zhou Boqi 周伯琦, 1298–1369, hofdichter |
| 121.         |       |           | Genoemd worden: - Qitaipuji 乞台普濟 (濟 (Qitatebujike 奇塔特布济克), †1318, functionaris - Ye'erjini 也兒吉尼 (ook: Yekeyi'er 也克吉兒), ambtenaar, oudste zoon van Qitaipuji - Xi Ri 釐日, Tangut-functionaris, zoon van Qitaipuji (乞台普济, †1318) - Qu Shu 曲樞, †1311/22, generaal en functionaris - Yina Tuotuo 亦納脫脫 (Kangli Tuotuo 康里脫脫, Togtoh), 1272-1327, minister afkomstig uit Kangly, broer van Asha Buhua - Asha buhua 阿沙不花 Aša Buqa, 1263-1309, minister afkomstig uit Kangly - Tiemu'er Tashi 鐵木兒塔識 Temür daš, 1302-1347, minister, zoon van Yina Tuotuo (Togtoh) - Yushuhu'ertuhua 玉樞虎兒吐華, ?-?, minister, afkomstig uit Kangly, zoon van Yina Tuotuo (Togtoh) - Tashi Tiemu'er 塔識帖睦邇 (Dashi Tiemu'er 達識帖睦邇 Taš temür), ambtenaar en kalligraaf, zoon van Yina Tuotuo (Togtoh) |
| 122.         |       |           | Genoemd worden: - Tiemudie'er 鐵木迭兒 Temüder, †1322, functionaris - Tieshi 鐵失 Tegsi, †1323, functionaris、 - Baizhu 拜住 Baiǰu, 1298-1323, hoge ambtenaar - Wang Zhen 王貞, ambtenaar |
| 123.         |       |           | Genoemd worden: - Woluosi kanglishi 斡羅思康里氏 Oros, 1258-1313, minister, afkomstig uit Kangly - Boluo buhua 博羅不花 Bolot Buqa, functionaris, zoon van Oros, afkomstig uit Kangly - Qing Tong 慶童 Čingtong, †1368, generaal, speelde een rol bij het neerslaan van de opstand van de Rode Hoofdbanden, zoon van Oros - Kuolijisi yanzhijitaishi 闊里吉思燕只吉台氏 Körgis, 1236-1301, generaal, lid van de Yanzhijin-clan - Wang Jianu 汪家奴, ?-?, minister, lid van de Yanzhijin-clan - Tuo Duo'er 脫朵兒, †1271, functionaris, diende als gezant naar Goryeo |
| 124.         |       |           | Genoemd worden: - He Sheng 賀勝, 1271-1320, minister - Yangduo'erzhi 楊朵兒只 (Yang Duo'erzhi 楊朶兒只), 1279-1320, ambtenaar - Xiao Baizhu 蕭拜住, †1320, minister |
| 125.         |       |           | Genoemd worden: - Tuotuo 脫脫 Toqto'a, 1314–1356, minister van het Centraal Secretariaat en historicus, hoofdredacteur bij de samenstelling van drie werken uit de reeks officiële dynastieke geschiedenissen: de Geschiedenis van de Song, de Geschiedenis van de Liao en de Geschiedenis van de Jin, neef van Bayan van de Merkieten - Taibuhua 太不花 (ook: Taibuhua 泰不花), †1358, minister - He Weiyi 賀惟一 (Tai Ping 太平), 1301-1363, premier, terechtgesteld |
| 126.         |       |           | Genoemd worden: - Yan Tiemu'er 燕帖木兒、El Temür, †1333, Kiptsjak-functionaris, zat achter de machtsovername waardoor Jayaatu Khan Tugh Temür (Toq-Temür) in 1328 keizer kon worden - Boyan 伯顔 Bayan, †1340, generaal en functionaris, behoorde tot de Merkieten, oefende de exclusieve macht uit tijdens de vroege regering van Toghon Temür - Alihaiya 阿禮海牙 (ook: Ali haiya (阿里海牙), Abu haiya (阿不海牙), Bo haiya (阿卜海牙), ?-?, Oeigoerse minister - Yesutai'er 也速台兒 (ook: Yesudie'er 也速迭兒, Yesuda'er 也速答兒), generaal, zoon van Arakhan (Alahan, 1233-1281, generaal) |
| 127.         |       |           | Genoemd worden: - Bie'erqie buhua 別兒怯不花 (ook: Bieliqie buhua 别里怯不花), †1350, minister - Tiemu'er Tashi 帖木兒塔識 Temür daš, zie juan 121 (?) - Duo Erzhi 朵兒只 Dorǰi, 1304-1355, provinciaal gouverneur en minister, zoon van Tokto (Tatu, 1264-1307) |
| 128.         |       |           | Genoemd worden: - Jianai Tiege 伽乃鐵哥 (Teke, ook: Tieke 帖可, Tieke 铁可 en Tieke 铁柯), 1248-1313, minister, afkomstig uit Kasjmir - Dashiman he'erluwushi 答失蠻合兒魯兀氏 (Dašman aqa, داشمن اقا Dāshman āqā), behoorde tot de Karlukken (he'erluwushi), moslim ambtenaar - Balihe Chahan 巴里合察罕, †1322, ambtenaar, vertaler en schrijver, afkomstig uit Balch (Afghanistan) (Balihe) |
| 129.         |       |           | Genoemd worden: - Dashibadulu 答失八都魯 Taš baghatur, †1358, generaal, zoon van Nangiadai - Beiluo Tiemu'er 孛羅帖木兒 Bolad Temür 孛羅帖木兒 Bolod temür), †1365, krijgsheer, zijn dochter Bayan Khutugh was de tweede vrouw van keizer Toghon Temür (r.1333-1368) - Lao Desha 老的沙, †1366, minister - Chahan Tiemu'er 察罕帖木兒 (Chaghan Temur Čaghan Temür), 1292-1362, generaal, behoorde tot de Naimanen - Kuokuo Tiemu'er 擴廓帖木兒 Köke Temür, †1375 generaal - Zhang Chang 張昶, †1367, politicus uit de late Yuan en vroege Ming-dynastie - Cai Ziying 蔡子英, politicus uit de late Yuan en vroege Ming-dynastie - Li Siqi 李思齊, 1323-1374, generaal, sloot zich in 1369 aan bij de Ming - Li Baobao 李保保, generaal - Guan Bao 關保, †1368, minister - Guan Guan 關關, generaal - Wei Saiyin buhua 魏賽因不花 ?-?, minister - Liu Zeli 劉則禮, generaal |
| 130.         |       |           | Genoemd worden: - Yang Wanzhe 楊完者, generaal in Guangdong - Ceng Hua 曾華, generaal onder Yang Wanzhe - Chen Youding 陳有定, 1330–1368, generaal - Chen Zonghai 陳宗海, †1368, generaal, zoon van Chem Youding, werd samen met zijn vader door de Ming geëxecuteerd - Jin Zilong 金子隆, †1368, generaal, gedood door de Ming - Wang Han 王翰, †1377, ambtenaar, trok zich terug na de val van Yuan, werd ontboden door de Ming-keizer en pleegde zelfmoord - Xiao Yin 蕭寅, weigerde een functie als ambtenaar onder de Ming - Lan Guang 藍光, ambtenaar, weigerde een functie onder de Ming - Luo Liang 羅良, generaal - Chen Duansun 陳端孫, generaal - Dieli Mishi 迭里彌實, ambtenaar, pleegde zelfmoord na de machtsovername door de Ming |
| 131.         |       |           | Genoemd worden: - Tai Buhua 泰不華, 1304-1352, ambtenaar - Li Fu 李黼, 1298-1352, functionaris - Xing Ji 星吉, 1296-1352, minister - Chu buhua 褚不華, †1356, bestreed de Rode Hoofdbanden - Yu Que 余闕, 1303-1358, Tangut-ambtenaar, verdedigde tijdens de chaotische periode aan het einde van de Yuan-dynastie de prefectuur Anqing (安慶府) en vocht tegen krijgsheren zoals Chen Youliang, pleegde zelfmoord - Yu Dechen 余德臣, †1358, verdedigde de stad Anqing (安慶) toen die door Chen Youliang werd ingenomen, pleegde hij zelfmoord - Yu Dechen 余德臣, †1358, verdedigde de stad Anqing (安慶) toen die door Chen Youliang werd ingenomen, pleegde hij zelfmoord - Futong 福童, †1358, werd gedood bij de verdediging van Anqing (安慶), neef van Yu Que - Li Zongke 李宗可, †1358, generaal, toen de stad Anqing werd ingenomen vermoordde hij zijn vrouw en kinderen en pleegde daarna zelfmoord - Han Jian 韓建, ambtenaar, werd gevangen genomen toen de stad Anqing werd ingenomen, zijn verblijfplaats is onbekend gebleven - Boyan buhua dejin 伯顏不花的斤 Bayan buqa tigin, †1359, een achterkleinzoon van Qočqar tigin, bestreed de opstand van de Rode Hoofdbanden en pleegde daarbij zelfmoord - Da Shengnu 大聖奴, †1359, sneuvelde in de strijd met Chen Youliang - Hailuding 海魯丁 Khairuddin, †1359, oudere broer van Huodubuding (获独步丁, †1368, functionaris) - Cai Cheng 蔡誠, †1359, generaal, sneuvelde in de strijd met de Rode Hoofdbanden - Jiang Guang 蔣廣, †1359, generaal, werd gedood door de Rode Hoofdbanden - Chen Shou 陳受, †1359, bestreed de Rode Hoofdbanden en werd door hen levend verbrand |
| 132.         |       |           | 有目無文 (you muwuwen): Er is geen tekst aanwezig - Shuo'ermahan 搠兒馬罕 (Chormaqan, Čormanγun), †1241, belangrijke generaal onder Dzjengis Khan en Ögedei Khan, onderkoning voor de Mongolen in het Nabije Oosten 1230-1241 - Qiedebuhua 怯的不花 Kitbuqa, †1260, Mongoolse krijgsheer, vertrouweling van Hulagu, stichter van het Il-khanaat |
| 133.         |       |           | Genoemd worden: - You Xian 游顯, 1210-1283, ambtenaar, gouverneur van de provincie Jiangxi - Jia Juzheng 賈居正, 1218-1280, secretaris van het Secretariaat |
| 134.         |       |           | Genoemd wordt: - Gaoli 高麗 Goryeo |
| 135.         |       |           | Genoemd worden: - He Wei 何瑋, 1245-1310, ambtenaar, zoon van He Boxiang (1203-1259, Han-generaal die het Mongoolse Rijk diende) - Zhang Gui 張珪, 1264-1328, minister, zoon van Zhang Hongfan (張宏范, 1238–1280, versloeg de zuidelijke Song bij de Slag bij Yamen in 1279) - Zhao Shiyan 趙世延, †1336, ambtenaar, zoon van Zhao Guobao (赵國寶, †1267, generaal) - Ye Juntai 野峻台 Yesüdei, ?—?, generaal, zoon van Zhao Shiyan |
| 136.         |       |           | Genoemd worden: - Wang Silian 王思廉、 - Shang Wen 尚文、 - Wang Yue 王約、 - Zhang Sheng 張昇 |
| 137.         |       |           | Genoemd worden: - Li Meng 李孟, 1255-1321, functionaris - Wu Zhifang 吳直方, 1275-1356, ambtenaar - Wu Lai 吳萊, 1297-1340, ambtenaar-literaat en geleerde |
| 138.         |       |           | 有目無文 (you muwuwen): Er is geen tekst aanwezig - Liu Yin 劉因, 1249-1293, neo-confucianistische geleerde en dichter - Wu Cheng 吳澄, 1249-1333, neo-confucianistische geleerde |
| 139.         |       |           | 有目無文 (you muwuwen): Er is geen tekst aanwezig - He'erbanda 合兒班答, Öljeitü, khan van het Il-khanaat, r.1304-1316. |
| 140.         |       |           | 有目無文 (you muwuwen): Er is geen tekst aanwezig - Fuma Tiemu'er 駙馬帖木兒, ouders van Timoer Lenk, stichter van het Timoeridische rijk en de dynastie der Timoeriden. |
| 141.         |       |           | Genoemd wordt: - Tiemu'er 帖木兒, Timoer Lenk, 1336-1405, stichter van het Timoeridische rijk en de dynastie der Timoeriden. |
| 142.         |       |           | 有目無文 (you muwuwen): Er is geen tekst aanwezig - Babie'er 巴別兒, Babur, 1483-1530, stichter van het Mogolrijk en de Mogoldynastie (1526-1857) |
| 143.         |       |           | Genoemd worden: - Xiyu 西域, Westelijke regio's |
| 144.         |       |           | Genoemd worden: - Xiyu 西域, Westelijke regio's |
| 145.         |       |           | Genoemd worden: - Xiyu 西域, Westelijke regio's |
| 146.         |       |           | Genoemd wordt: - Mulayi 木剌夷, Assassijnen, een sjiitische ismaëlitische sekte |
| 147.         |       |           | Genoemd wordt: - Baheita 巴黑塔, Bagdad |

### Tabellen
| juan 148-159 | Titel                                            | Vertaling                                | Opmerkingen               |
| ------------ | ------------------------------------------------ | ---------------------------------------- | ------------------------- |
| 148-149.     | 宗室世系 (上下) (zongshi shixi) (shang xia)      | clan afstamming (A+B)                    |                           |
| 150.         | 諸王 (zhuwang)                                   | koningen                                 |                           |
| 151.         | 公主 (gongzhu)                                   | prinsen                                  |                           |
| 152-153.     | 蒙兀氏族 (上下) (Mengwu shizu) (shang xia)       | Mongoolse clans (A+B)                    |                           |
| 154-155.     | 色目氏族 (上下) (Semu shizu) (shang xia)         | clans van de Semu (A+B)                  |                           |
| 156.         | 三公 (Sangong)                                   | Drie hertogen                            |                           |
| 157.         | 宰相 (Zaixiang)                                  | eerste ministers                         |                           |
| 158-159.     | 行省宰相 (上下) (Xingsheng zaixiang) (shang xia) | eerste ministers van de provincies (A+B) | 【有目無文】(you muwuwen) |

### Verhandeling
| juan 160 | Titel                                                        | Vertaling                                                    | Opmerkingen |
| -------- | ------------------------------------------------------------ | ------------------------------------------------------------ | ----------- |
| 160.     | 地理志、西北三藩地通釋 (dili zhi, xibei san fan de tong shi) | geografie, uitleg over de drie noordwestelijke grensgebieden |             |

## Chinese tekst
- (zh)  屠寄, 蒙兀兒史記, 北京市 (中國書店) 1984, (Tu Ji, Mengwu'er shiji, Beijing shi (Zhongguo shudian), 1984), 1118 pp.

Herdruk van de oorspronkelijke uitgave uit 1934. Elke pagina bestaat uit twee pagina's van de originele uitgave. De oorspronkelijke uitgave uit 1934 is in zijn geheel als pdf-bestand beschikbaar op Wikimedia Commons (zie: externe links).

## Vertalingen
Er is geen vertaling van Mengwu'er shiji in een westerse taal.